# مشاة البحرية
مُشَاةُ البَحْرِيَّةِ هم عادةً قوة مشاة متخصصة في دعم العمليات العسكرية الخاصة بالقوات البحرية والبرية في البحر والبر والجو، فضلاً عن تنفيذ عملياتهم الخاصة. تنضوي قوات مشاة البحرية في معظم البلدان ضمن القوات البحرية لتلك الدول. فيما بعض الدول تُعد فيها مشاة البحرية فرعاً عسكرياً مستقلاً بذاته عن الفروع العسكرية الأُخرى، كما هو الحال في الولايات المتحدة مع سلاح مشاة البحرية. يُمكن أيضاً أن تكون مشاة البحرية جُزءً من أجزاء القوات البرية لبلد ما، كما هُو الحال في فرنسا مع مشاة البحرية الفرنسية. ويسمى مشاة البحرية في البلاد الناطقة بالإنكليزية بـ«البَحَّارَةِ» (بالإنكليزية: Marines؛ واحده «Marine»)، وأما البحار غير العسكري فيقال له «Mariner» بزيادة حرف الراء، وله مرادف أكثر استعمالا وهو «Sailor».
تضمنت المهام التي اضطلعت وتضطلع بها قوات مشاة البحرية المساعدة في الحفاظ على الانضباط والنظام على متن السفن التجارية والبحرية، أو مهام إنزال القُوات على متن السفن [الإنجليزية] سواء أثناء حرب ما أو بغرض الاستيلاء على سفن العدو، أو مهمة توفير القوات الضرورية في عمليات الإنزال البحري ومداهمة الشواطئ والأهداف البحرية.

زاد حجم عمليات الإنزال البحري بشكل كبير خلال فترة الحرب الصناعية في القرن العشرين، ما أدى إلى ارتفاع الحاجة إلى التنسيق بين مختلف العناصر والفروع العسكرية، وأيضاً دفع ذلك بالقوات البحرية إلى تطوير نفسها خصوصاً فيما يتعلق بالمهارات والقدرات الحربية المطلوبة والخاصة بالحروب البرمائية.

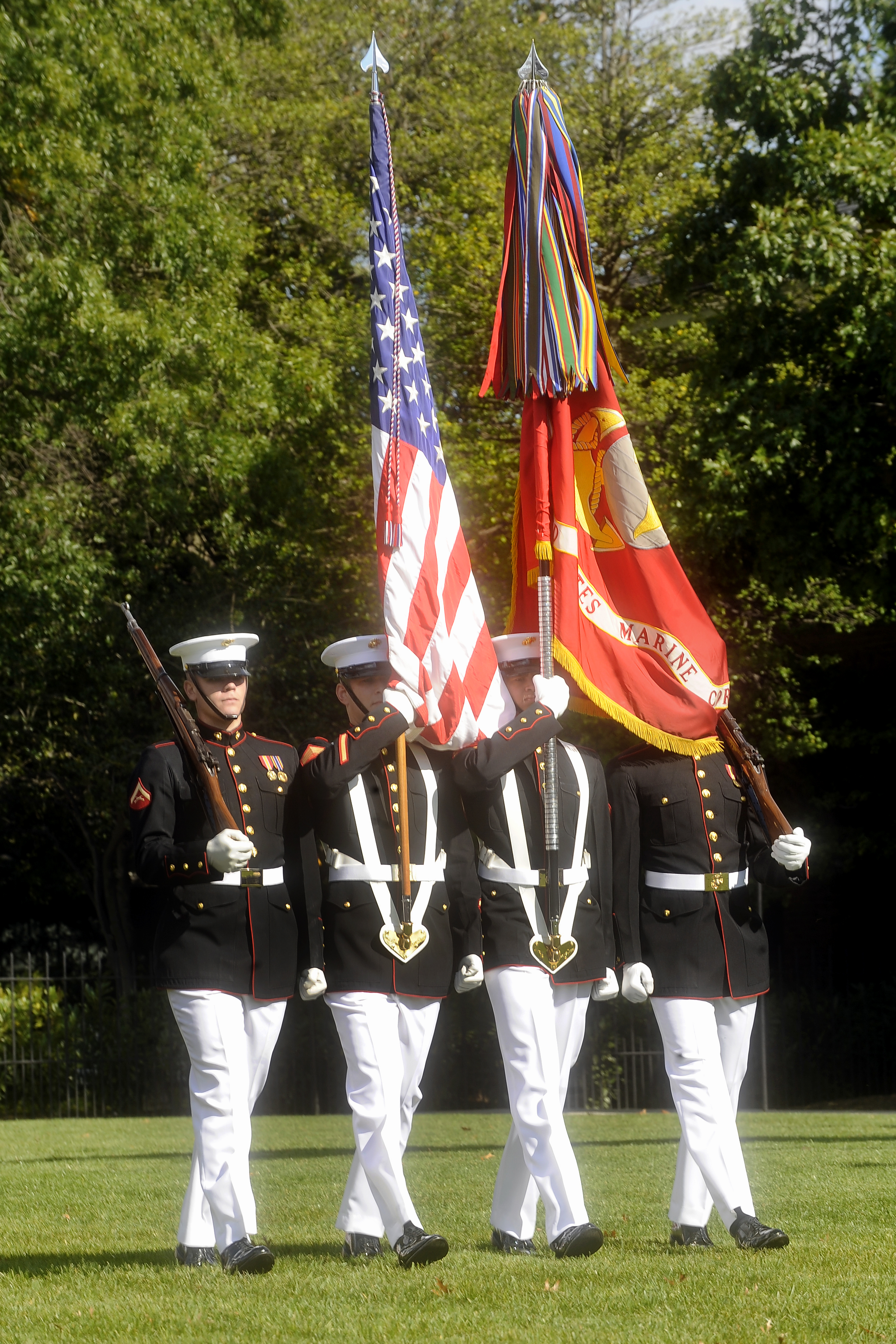
مشهد استعراضي لقوات مشاة البحرية الأمريكية.

## تاريخيا

سلاح الكورفيس

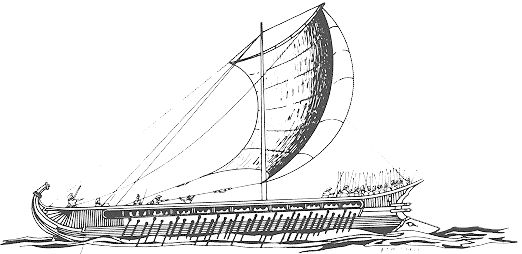
سفينة قديمة من عهد اليونان القديمة تُدعى ثلاثية المجاديف

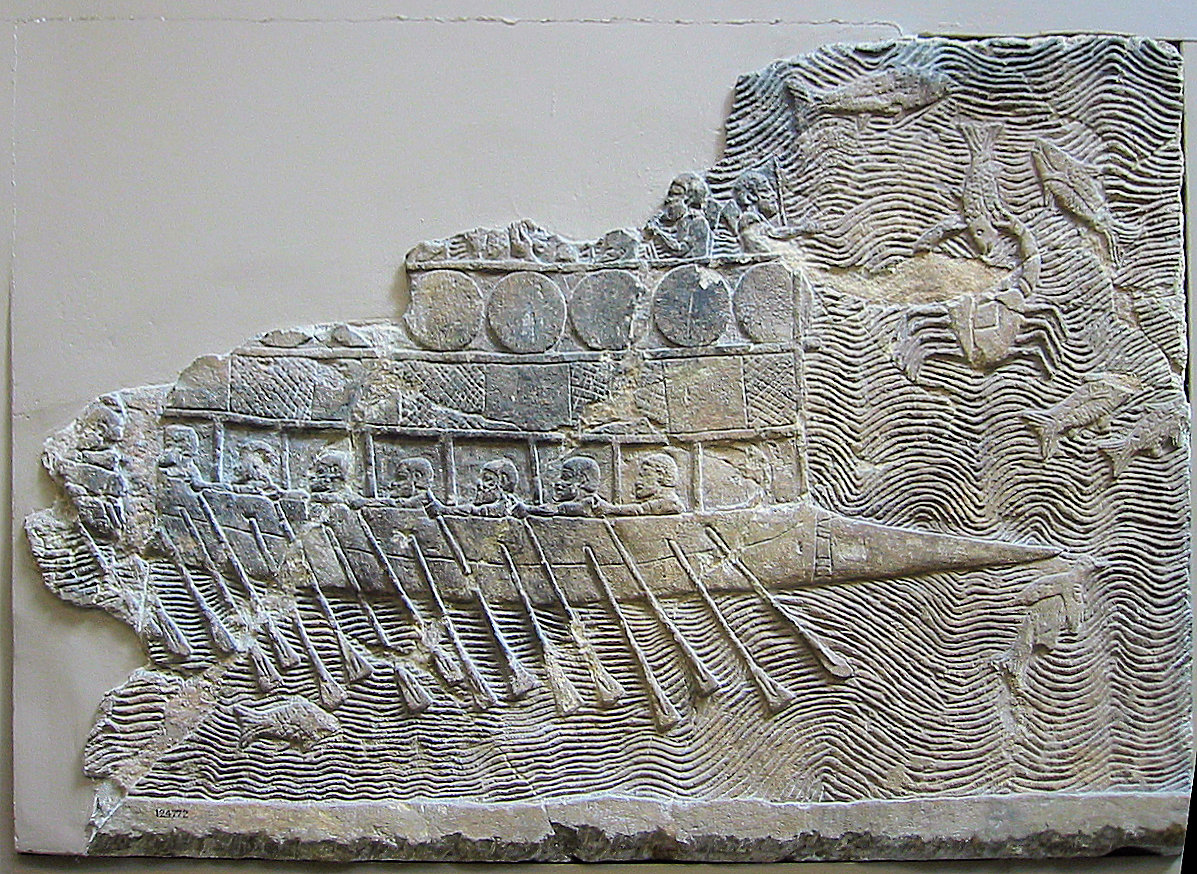
سفينة حربية قديمة

في الأيام الأولى لظهور الحروب البحرية، لم يكُن هناك فرق كبير بين البحارة والجنود المتمركزين على متن سفينة حربية. كان مطلوبا من المجدفين على متن السفن والقطع البحرية في عصر اليونان وروما القديمة أن يكونوا قادرين على محاربة مجدفي سُفن العدو باليد،  على الرغم من أن المحاربين القدامى كانوا يركبون على متن السفن اليونانية خصيصًا للسطو على سفن العدو.
كانت الجمهورية الرومانية أول من فهم أهمية الجنود المحترفين المكرسين للقتال البحري على متن السفن. خلال الحرب البونيقية الأولى، ظلت الطواقم الرومانية أقل شأنا من حيث الخبرة البحرية للقرطاجيين ولم يكن بإمكانهم أن يأملوا في مضاهاة التكتيكات البحرية للقرطاجيين، الأمر الذي تطلب منهُم المناورة بأسطول كبير وخبرة تكتيكية. لذلك استخدم الرومان سلاحًا جديدًا غير الحرب البحرية لصالحهم، حيث قاموا بتجهيز سفنهم بسلاح الكورفيس [الإنجليزية]، الذي هُو عبارة عن لوح محوري طويل له ارتفاع يشبه المنقار على الجانب السفلي بغرض تثبيته على سفن العدو، ومن المرجح أن يكون هذا السلاح قد طُور من قبل في عهد السيراقوسيين لاستخدامه ضد سفن الأثينيين خلال الحملة الصقلية إبان الحرب البيلوبونيسية. باستخدامه كجسر داخلي، تمكن المشاة الرومان من غزو السفن المعادية، وتحويل القتال البحري إلى نُسخة من القتال البري، حيث كان للفيلق الروماني [الإنجليزية] اليد العليا. خلال نفس الفترة، تم تنظيم طاقم السفينة، بغض النظر عن حجمه، على أنه سينتوريا. يمكن لأفراد الطاقم التوقيع على أنهم مشاة بحريون (يُسمون «مارينوس»)، ومجدفين أو بحارة، وحرفيين أو أصحاب مهن أخرى مختلفة، على الرغم من أن جميع الأفراد العاملين في الأسطول الإمبراطوري تم تصنيفهم على أنهم ميليت («جنود»)، بغض النظر عن وظيفتهم؛ فقط عندما كان التمايز مع الجيش مطلوبًا، تمت إضافة الصفات «كلاسياريوس» (باللاتينية: classiarius) أو «كلاسيكيس» (باللاتينية: classicus). كان الفيلقين أديوتريكس 1 [الإنجليزية] وأديوتريكس 2 [الإنجليزية] التابعين للبحرية الرومانية، من بين أولى وحدات المشاة البحرية في التاريخ.
يُعد إنريكو داندولو أول من أنشأ سلاح مشاة منظم في البندقية، وذلك عندما أنشأ أول فوج من عشر سرايا نشرها على عدة سفن. شارك هذا الفيلق في غزو بيزنطة (1203-1204)، وأُطلق عليه لاحقًا بشكل رسمي في سنة 1550 اسم "فانتي دا مار" أو مشاة البحر".
ألحق الملك الإسباني كارلوس الأول سنة 1537 فرقة مشاة بحرية تابعة لسرايا بحر نابولي [الإنجليزية]، ألحقها بأسراب سُفن قادس في البحر الأبيض المتوسط. انبثقت عن هاته الفرقة قُوات مُشاة البحرية الإسبانية [الإنجليزية]، مما يجعلها أقدم سلاح مشاة بحرية لا يزال في الخدمة في العالم.

## الأدوار
تضطلع القوات البحرية بدور رئيسي هو قيادة وتنفيذ العمليات العسكرية في المناطق الساحلية. تُنفذ هاته القوات عملياتها انطلاقا من السفن، وقد دُربت أساسا على مهام الإنزال البحري وتأمين النقاط الرئيسية من حوالي 50 ميلاً من اليابسة، أو بقدر ما يمكن أن توفره الخدمات اللوجستية والآليات المحمولة على متن السفن.
تقود الوحدات البحرية بشكل أساسي عملياتها من السفن الحربية أو القوارب أو سفن الإنزال أو الحوامات أو المركبات البرمائية أو المروحيات. تُدرب هاته الوحدات المتخصصة أيضًا على تقنيات الغوص القتالي والسباحة القتالية والهبوط بالمظلات.
إلى جانب العمليات البرمائية، تضطلع القوات البحرية بمهام وأدوار بحرية أخرى. من بين هاته المهام هُناك التمركُز في القواعد البحرية أو تشكيل تشكيلات بحرية على متن السفن والقطع البحرية، إضافة إلى تنفيذ غارات على نطاق صغير، وتنفيذ عمليات الصعود على متن السفن [الإنجليزية]، والحفاظ على أمن السفن والقواعد البحرية، وقيادة مهام وبعثات نهرية وساحلية، والعمليات الميدانية اليومية.
إلى أدوارهم الأساسية أعلاه، تُؤدي القوات البحرية عدة مهام أخرى، من بينها العمليات الخاصة والحرب البرية، إضافة إلى الاستعراضات والاحتفالات ومهام أخرى متنوعة حسب توجيهات الحكومات.

## حسب البلد

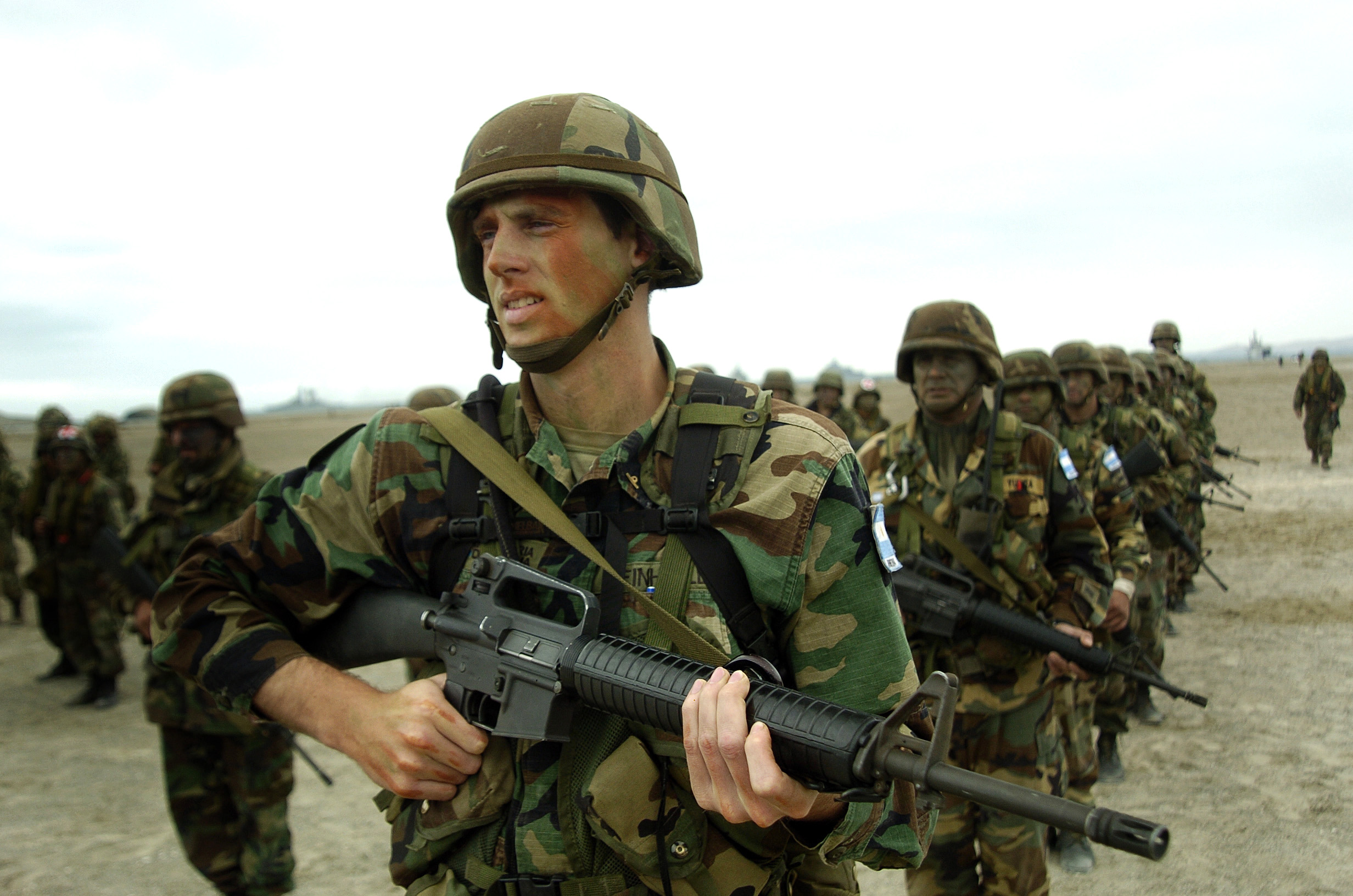
قوات مشاة البحرية الأرجنتينية سنة 2004

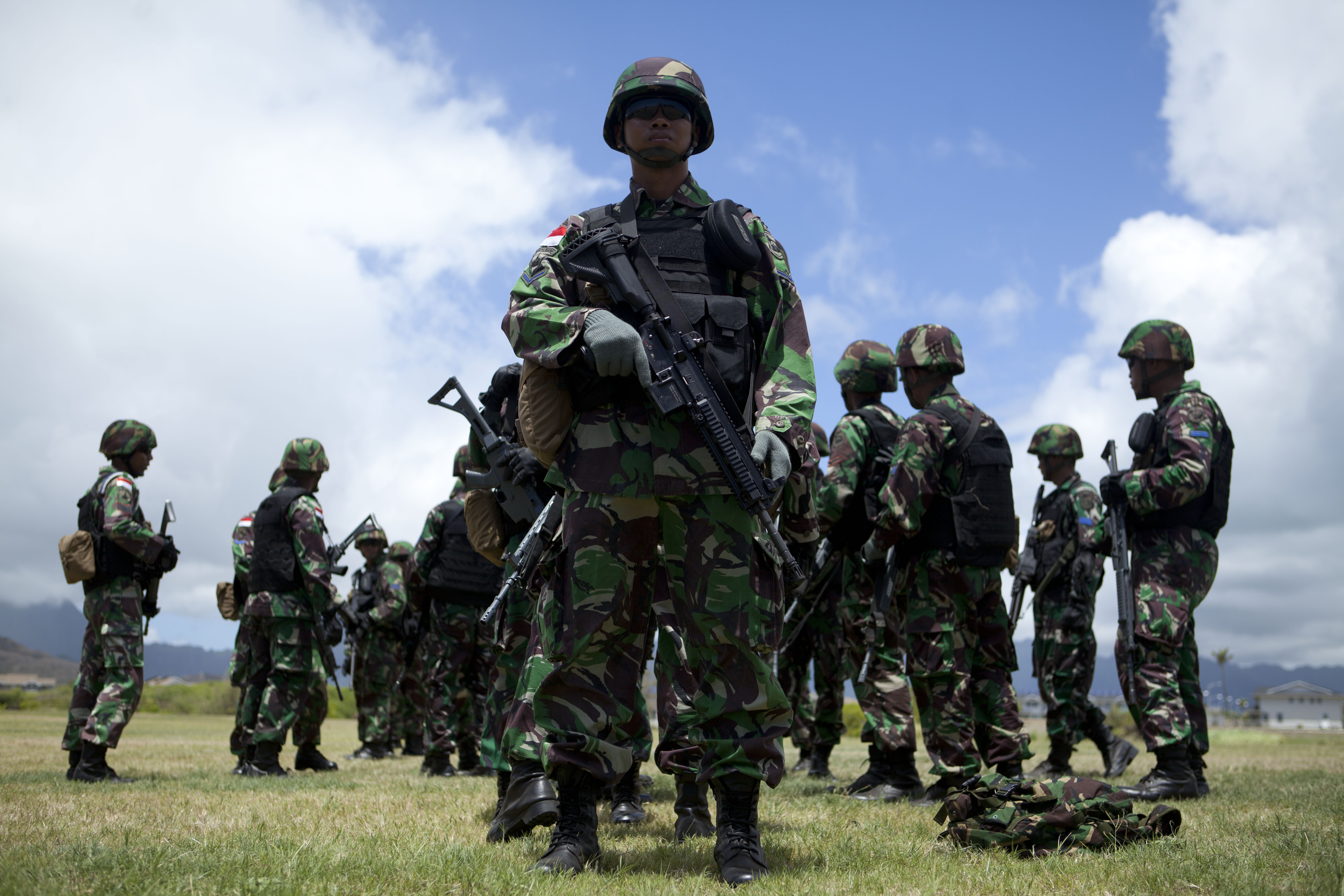
أفراد من قوات مشاة البحرية الإندونيسية سنة 2014

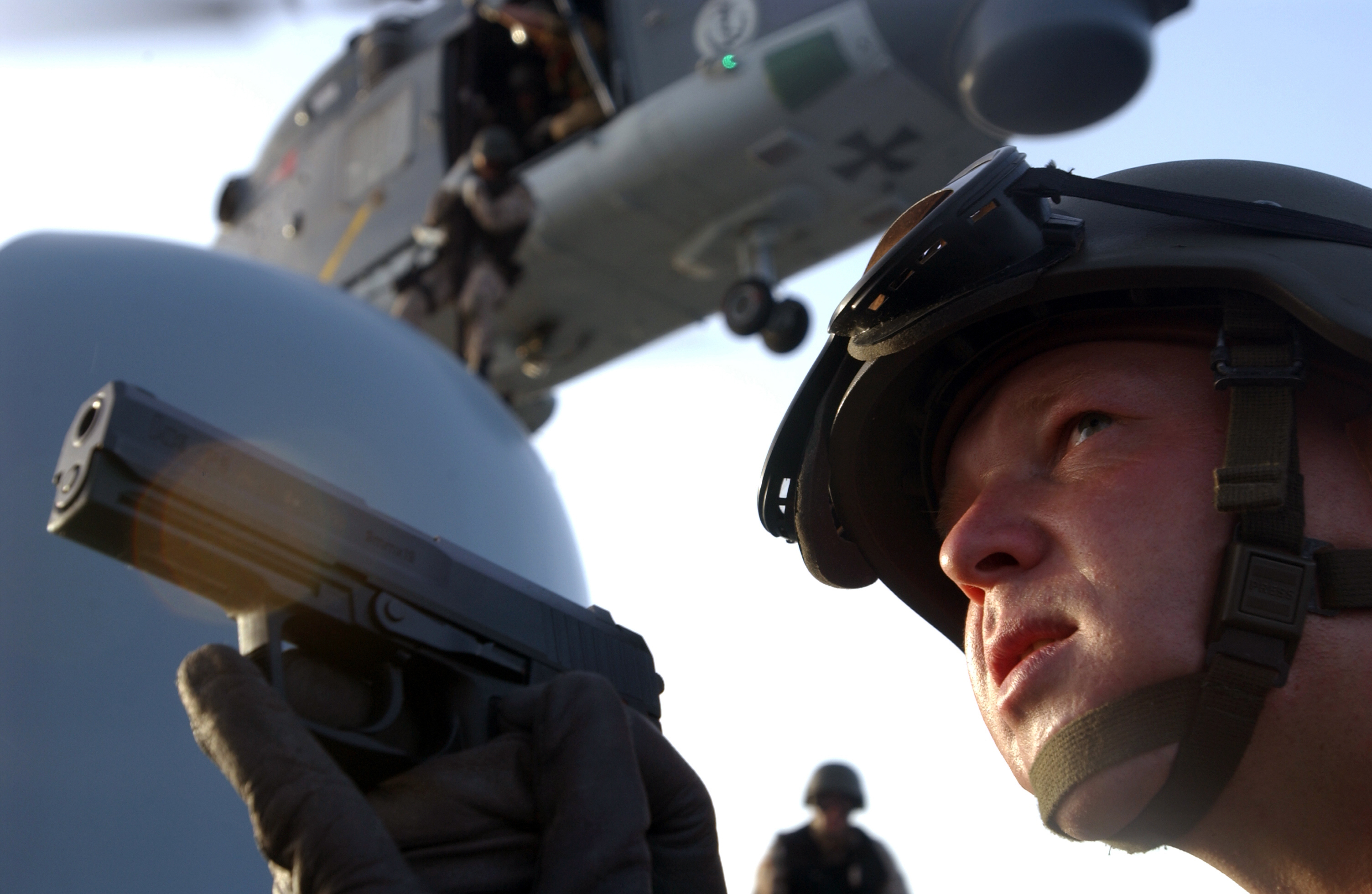
جانب من تداريب فريق من البحرية الألمانية

جانب من تداريب قوات من البحرية الإيرانية سنة 2015.

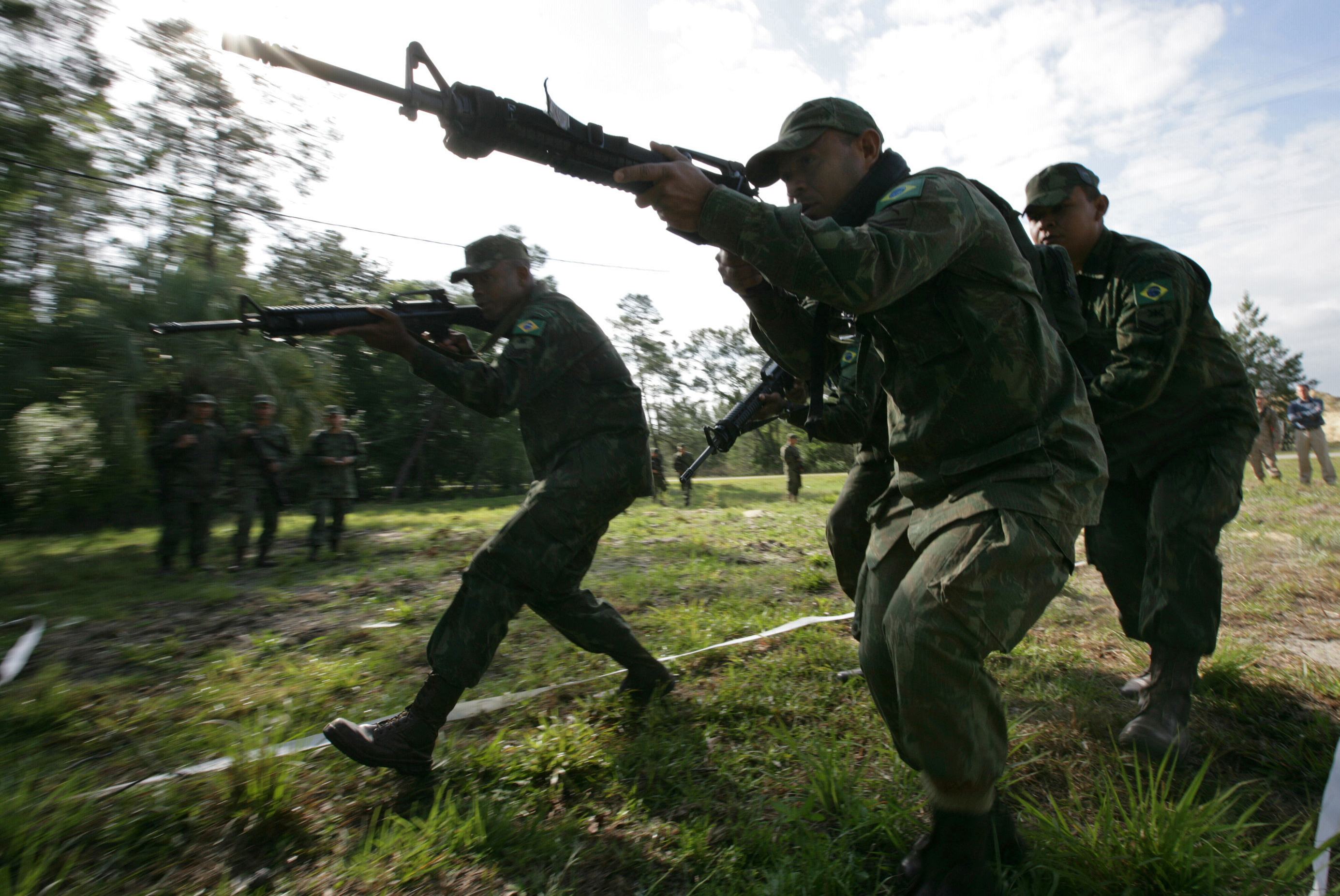
أفراد من قوات مشاة البحرية البرازيلية خلال التدريبات.

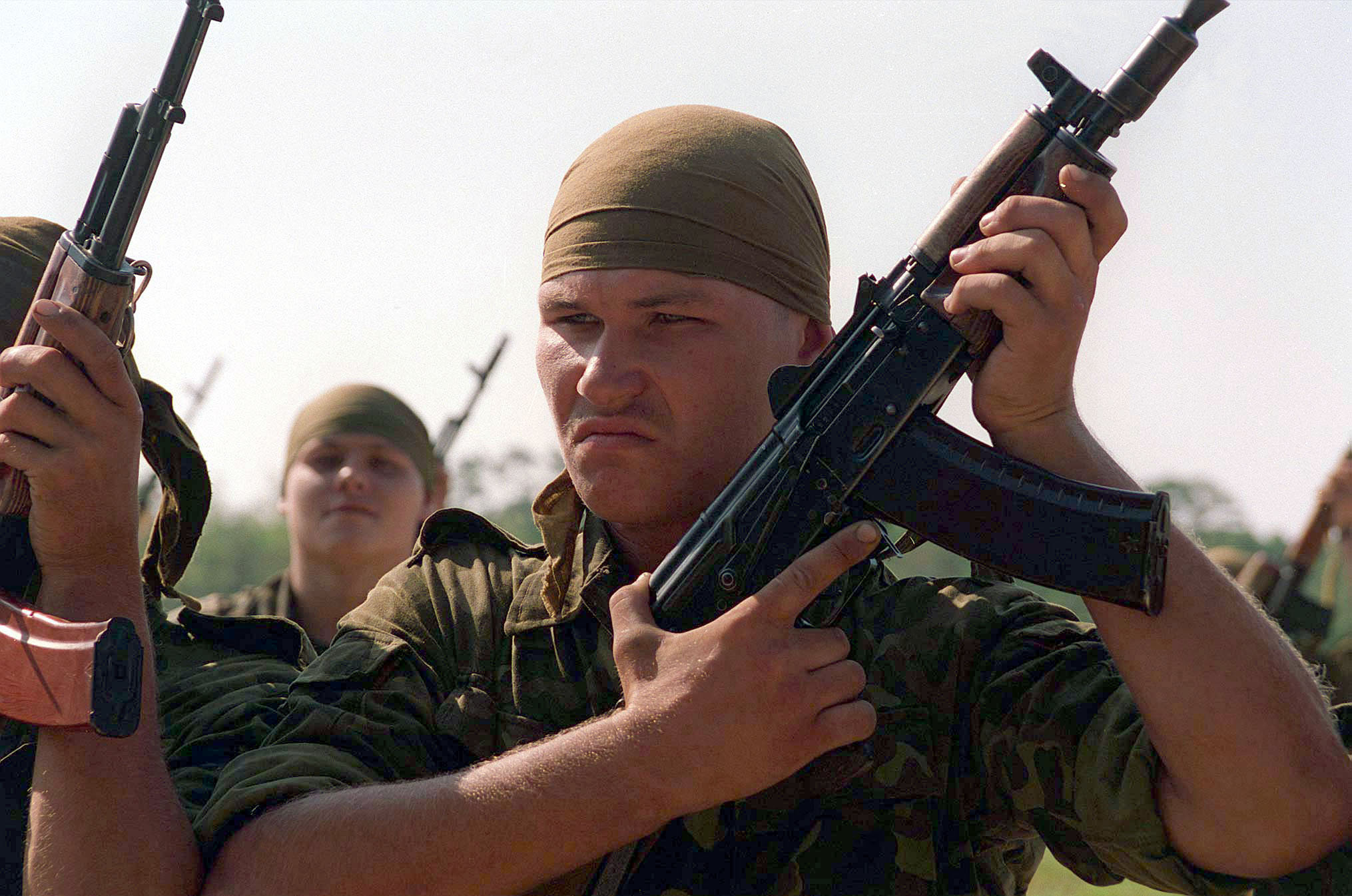
جُندي تابع لقوات مشاة البحرية الأوكرانية

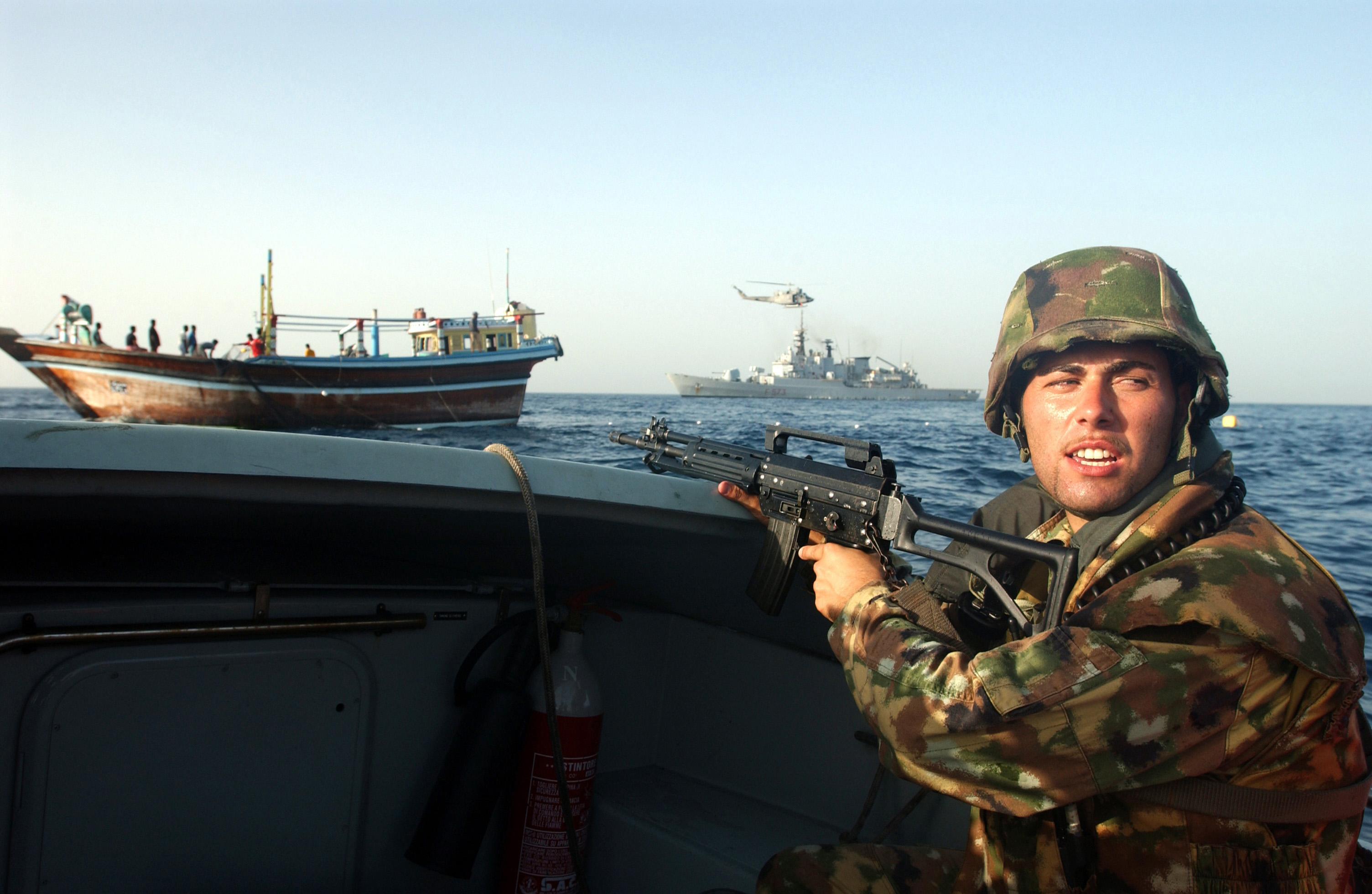
جُندي تابع لقوات مشاة البحرية الإيطالية.

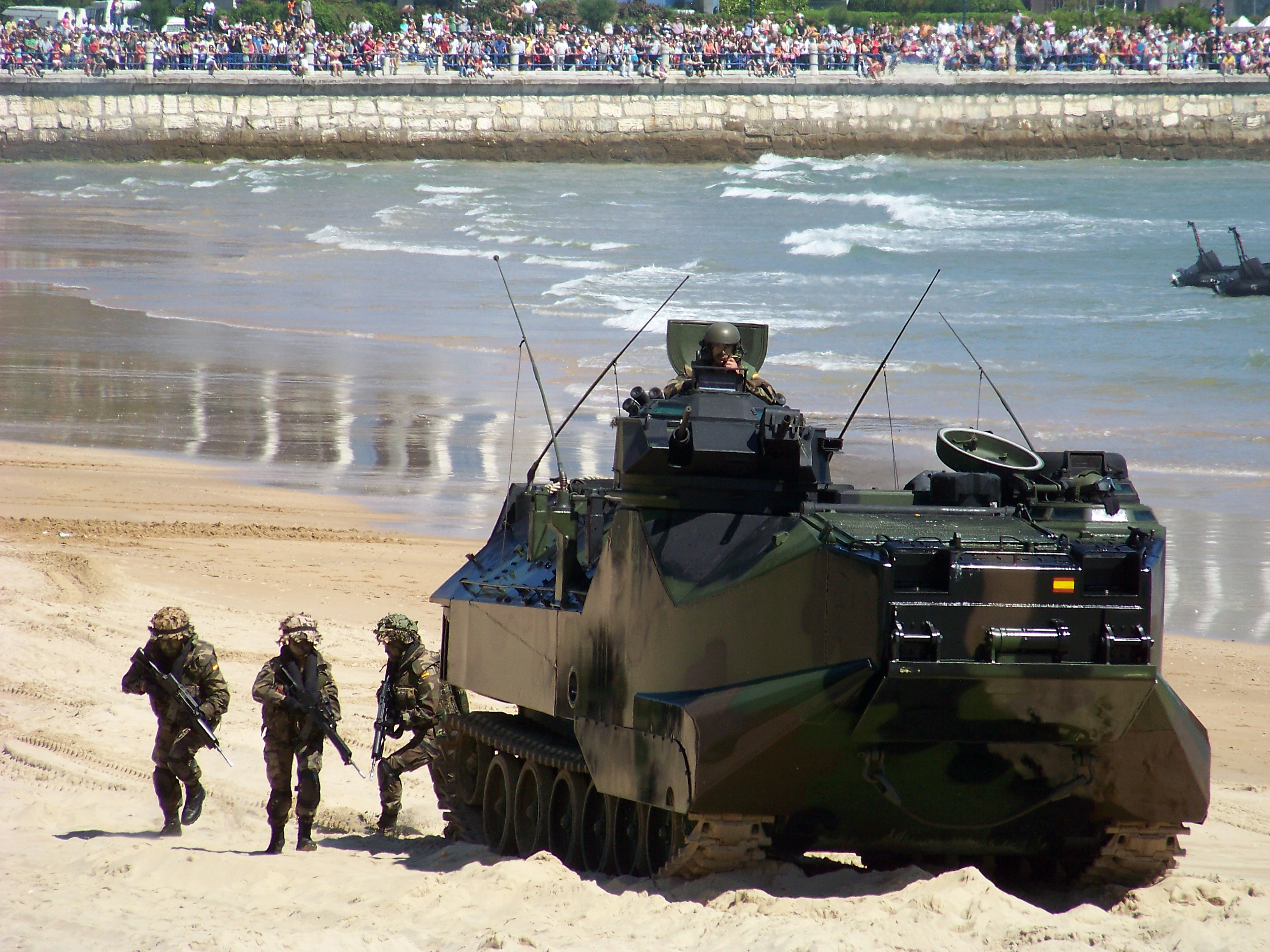
جانب من إحدى العمليات التي نفذتها قوات مشاة البحرية الإسبانية.

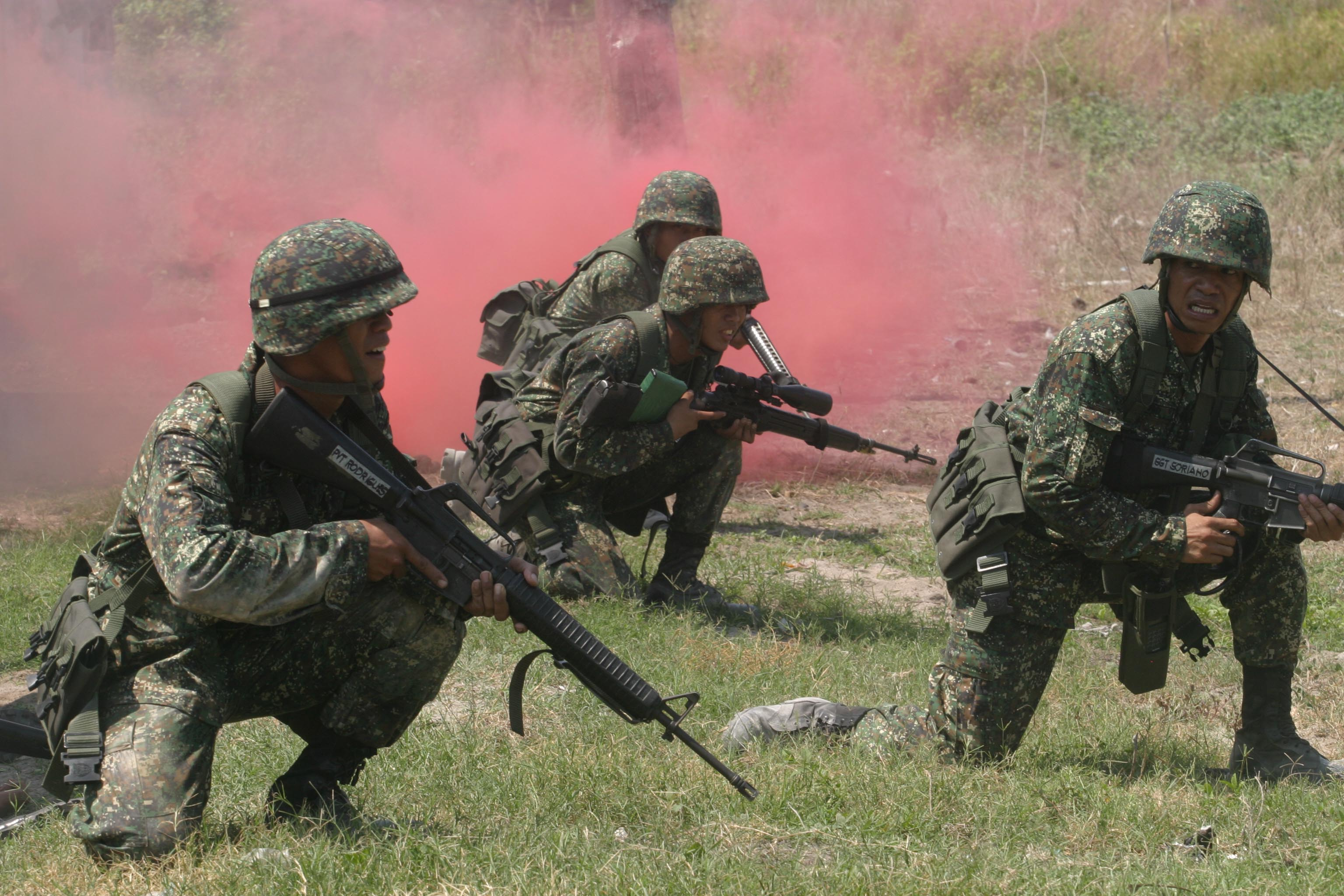
صورة من تداريب لقوات مشاة البحرية الفلبينية.

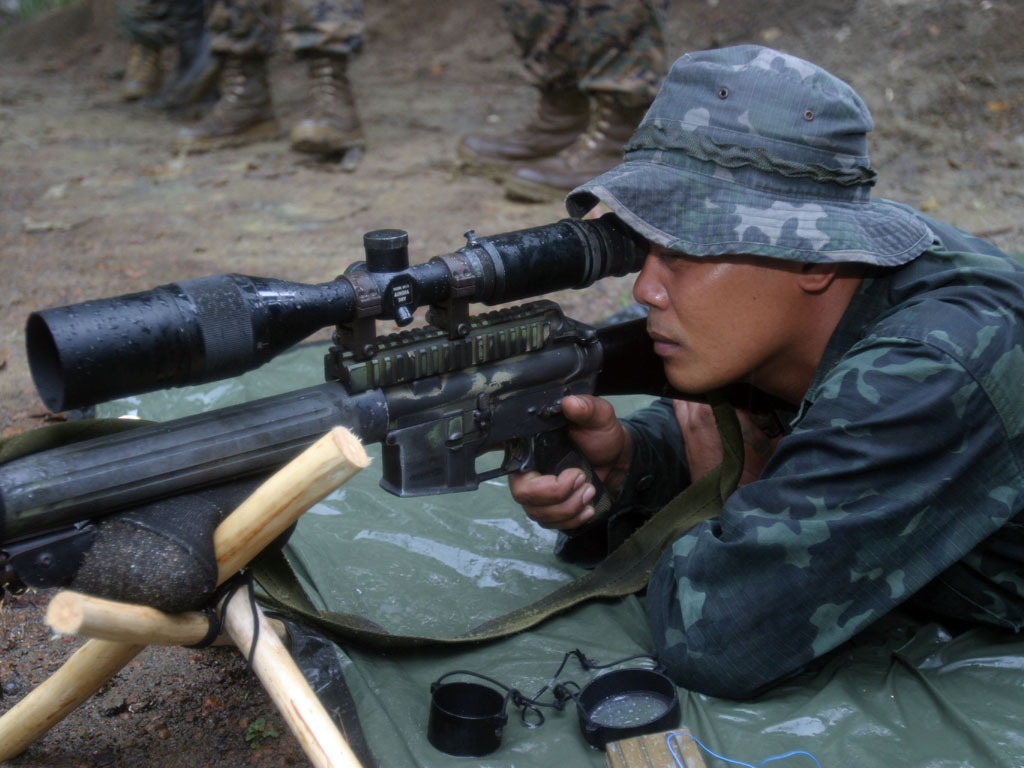
قناص ضمن قوات مشاة البحرية الفلبينية

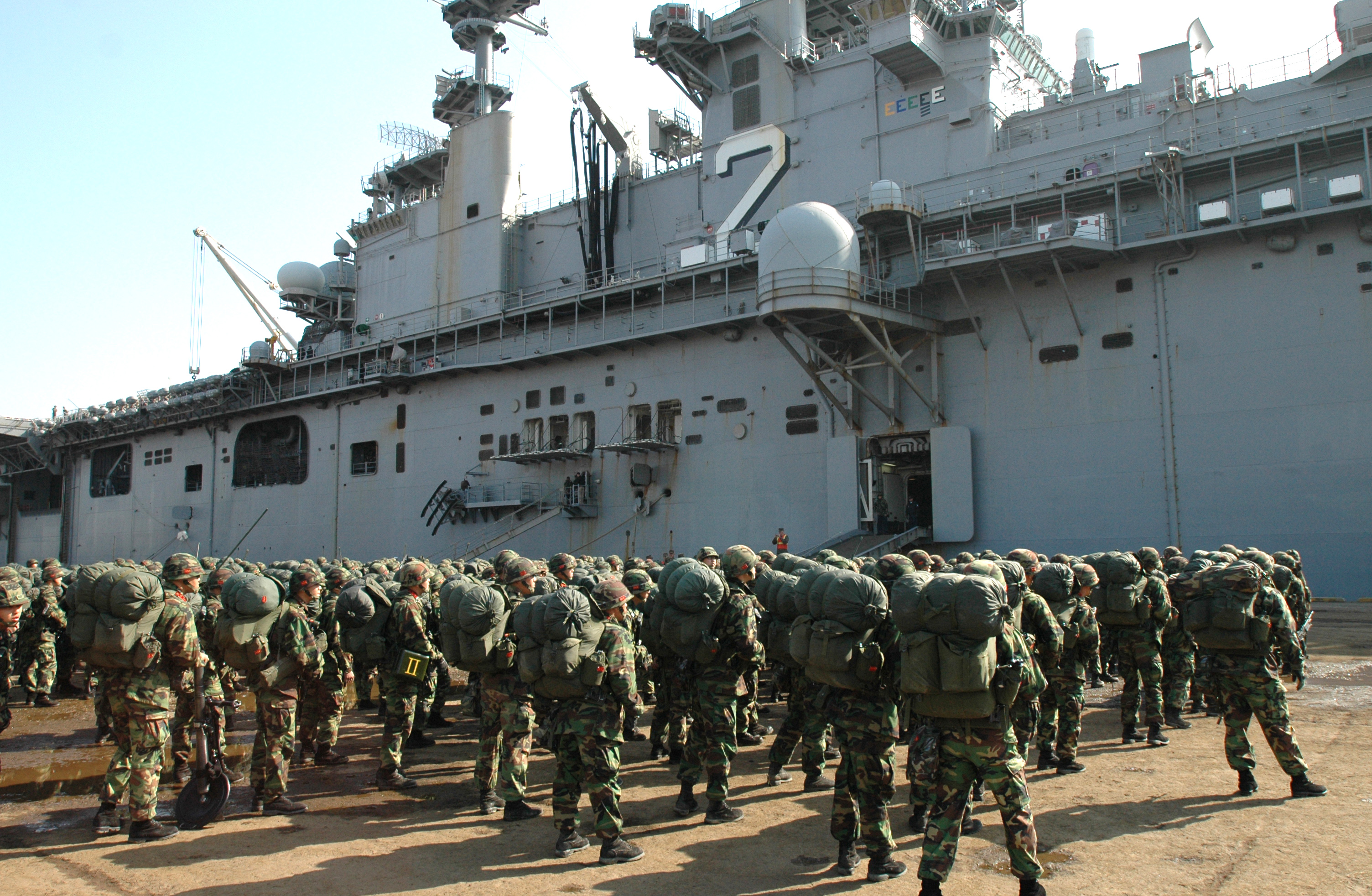
أفراد من قوات مشاة البحرية الكورية خلال استعدادهم لركوب سفينة حربية أمريكية.

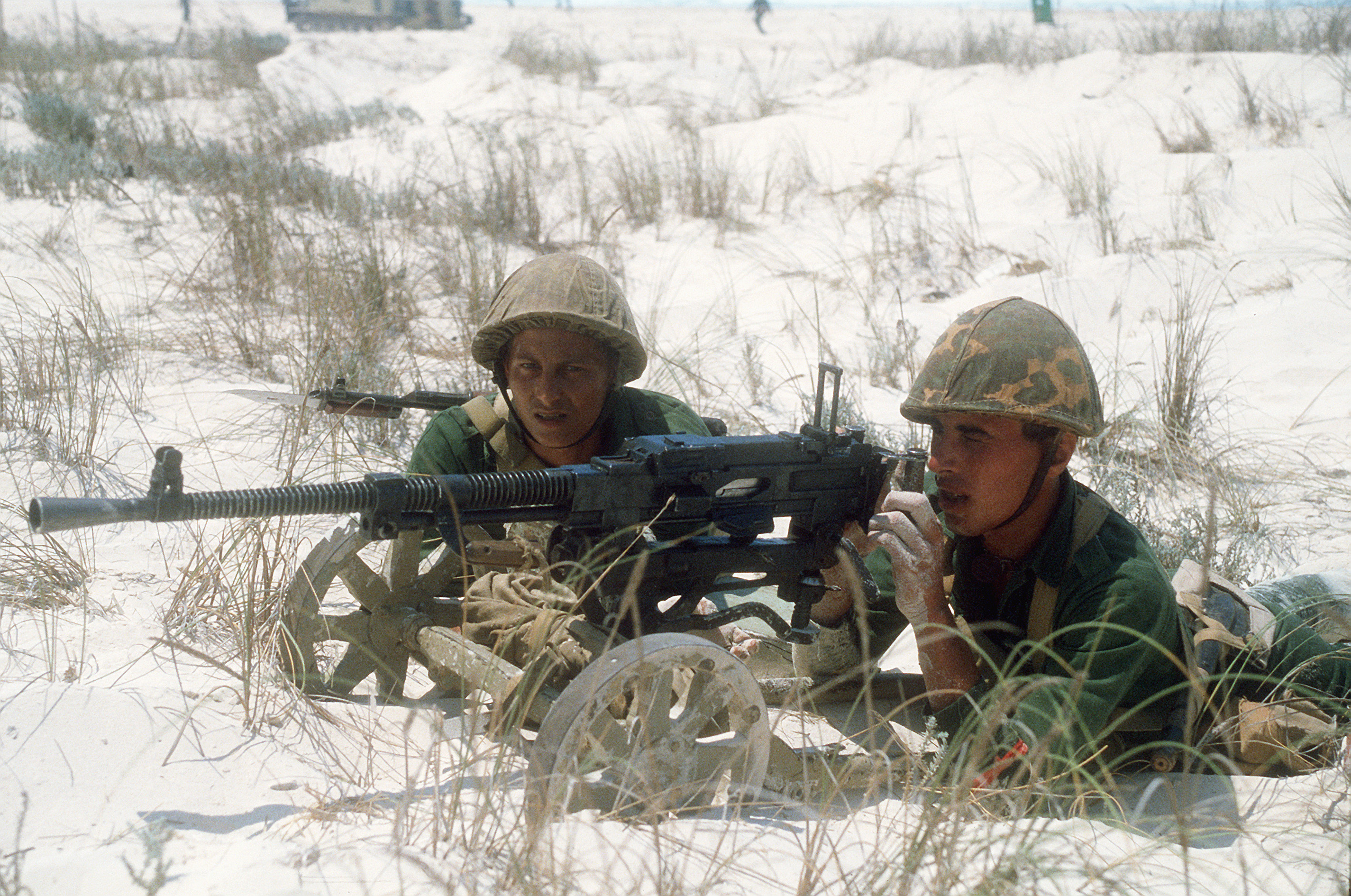
فردين من قوات مصرية خلال مناورات النجم الساطع.

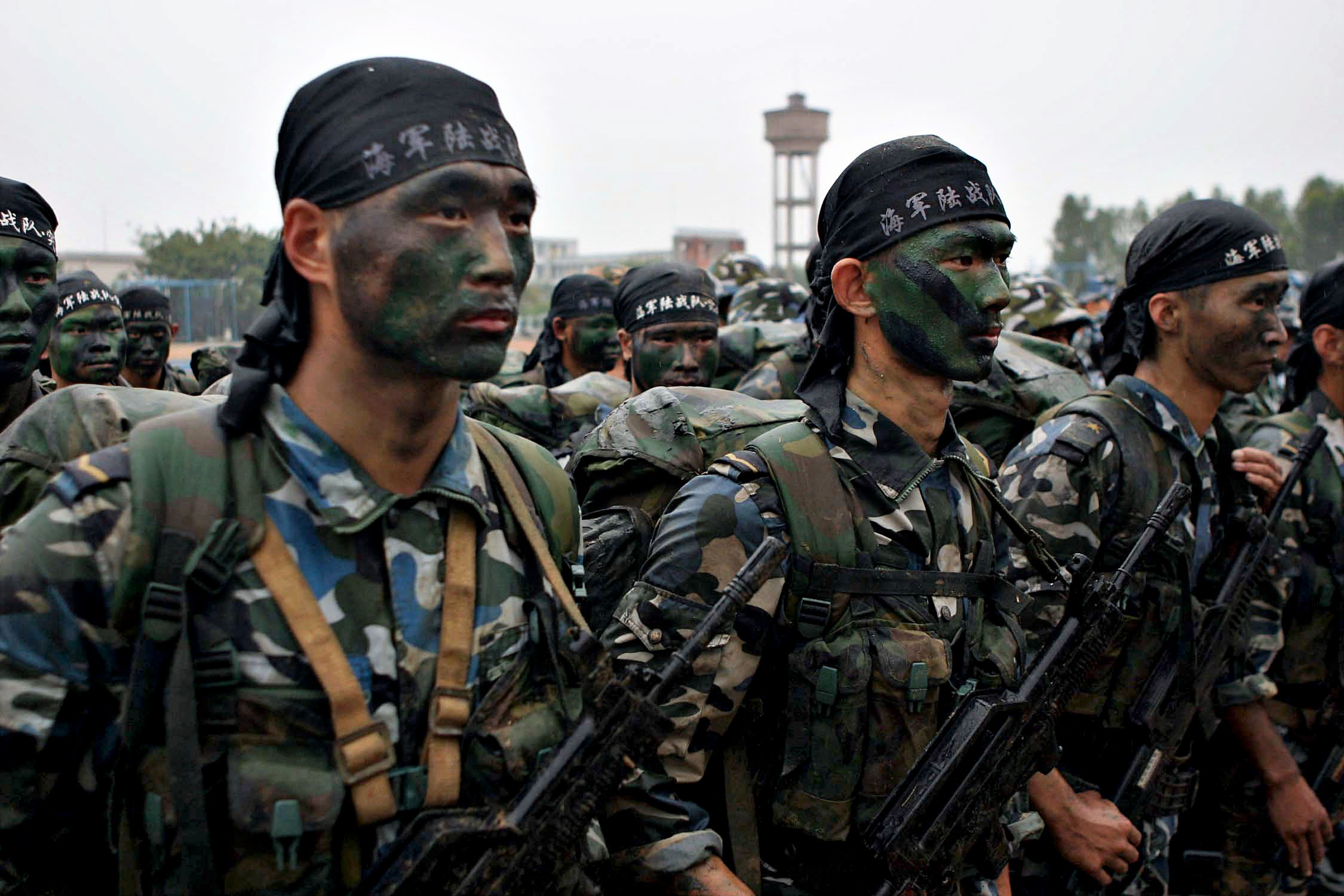
أفراد من قوات مشاة البحرية الصينية سنة 2006.

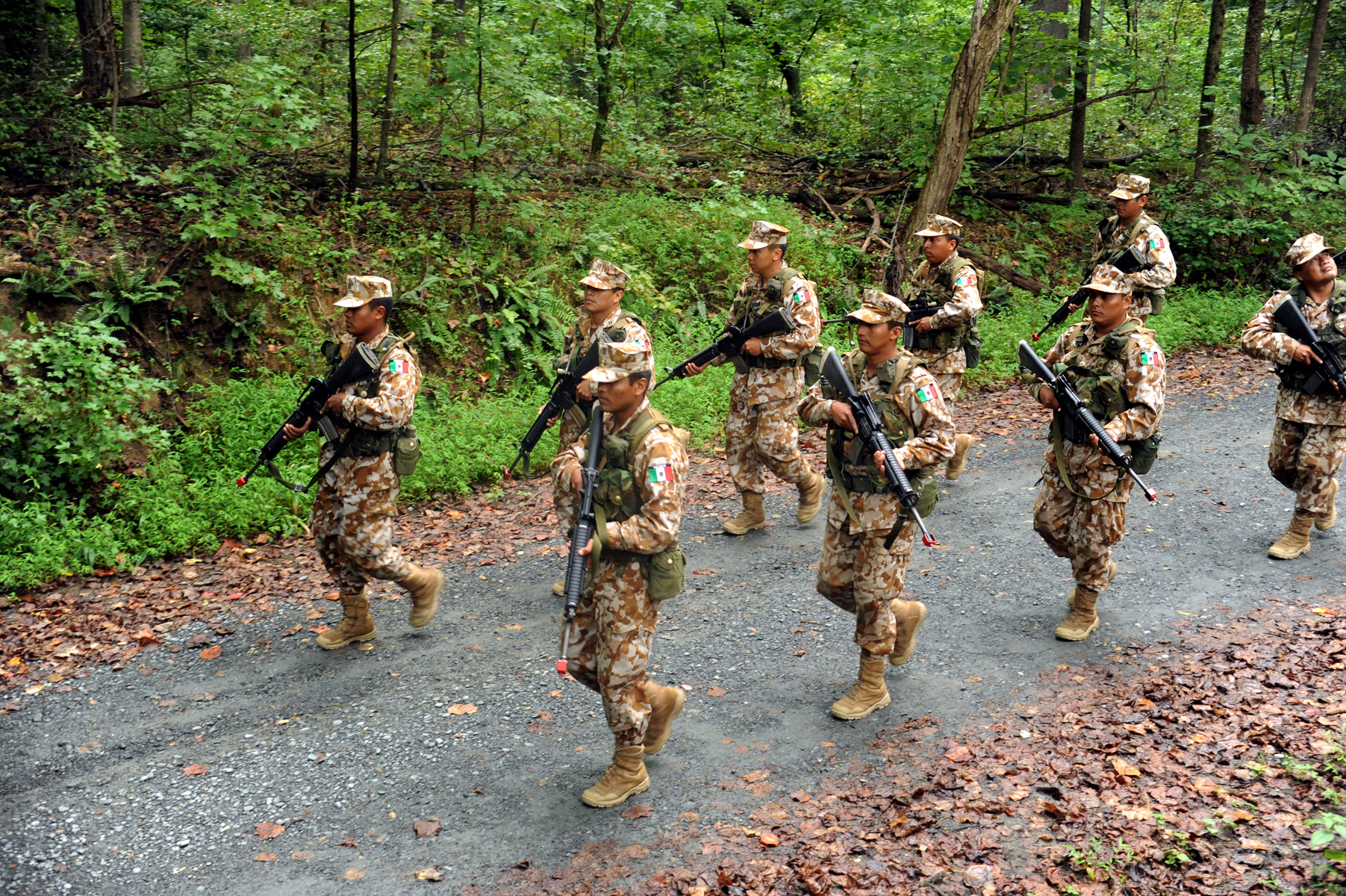
جانب من تداريب مشاة البحرية المكسيكية

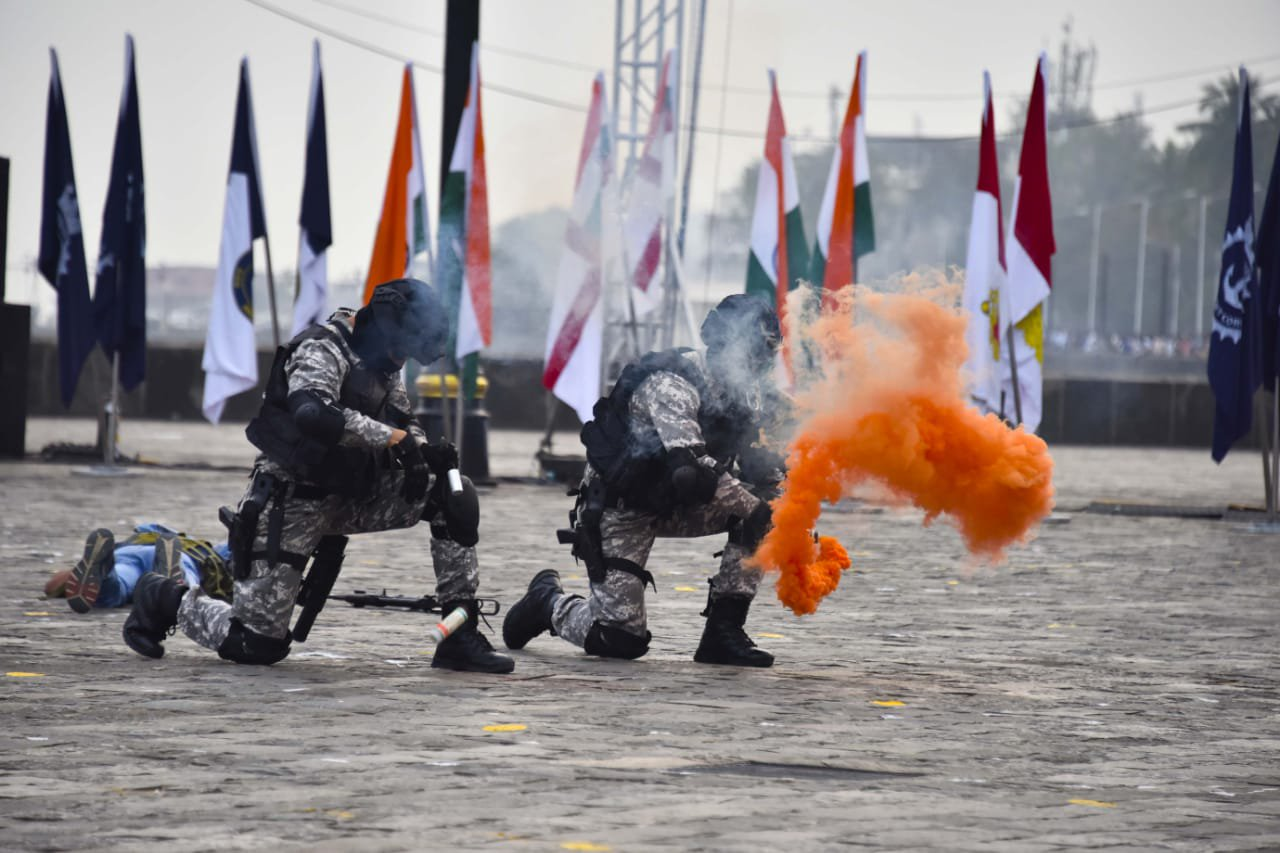
جانب من عمليات وحدة ماركوس الهندية سنة 2018

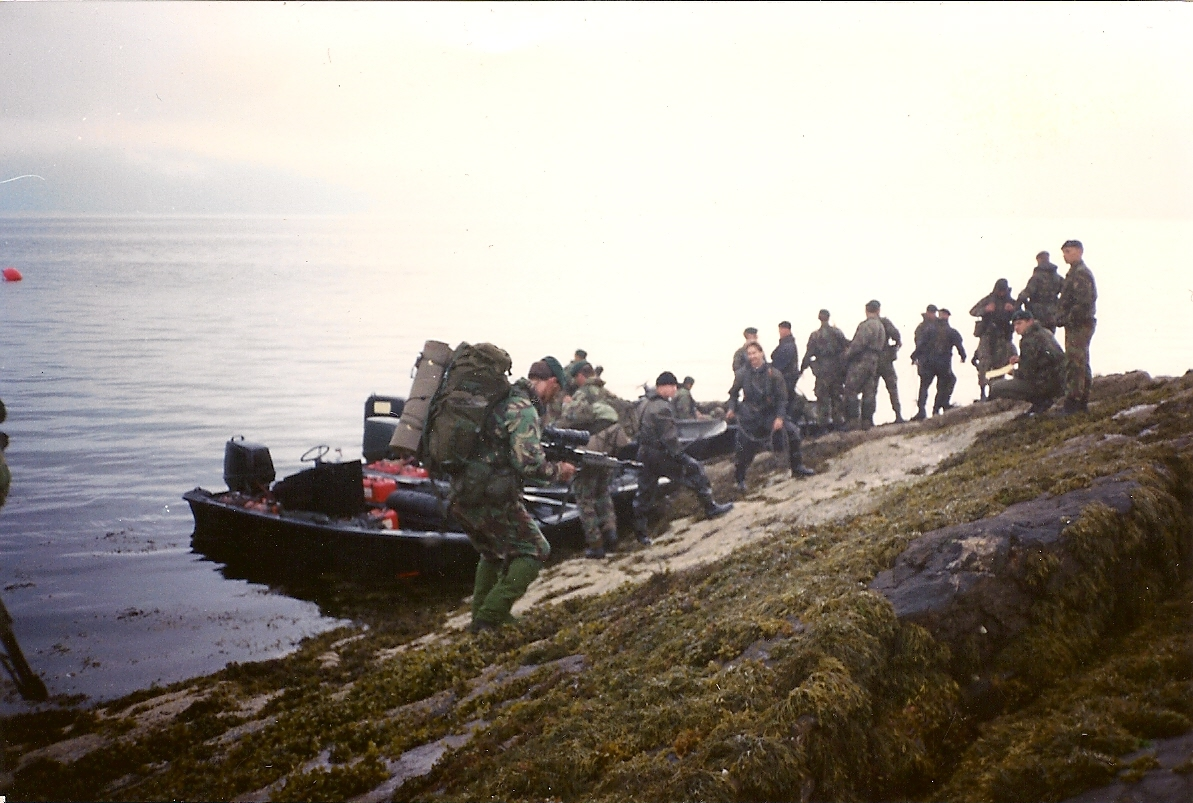
أفراد من قوات مشاة البحرية الملكية البريطانية

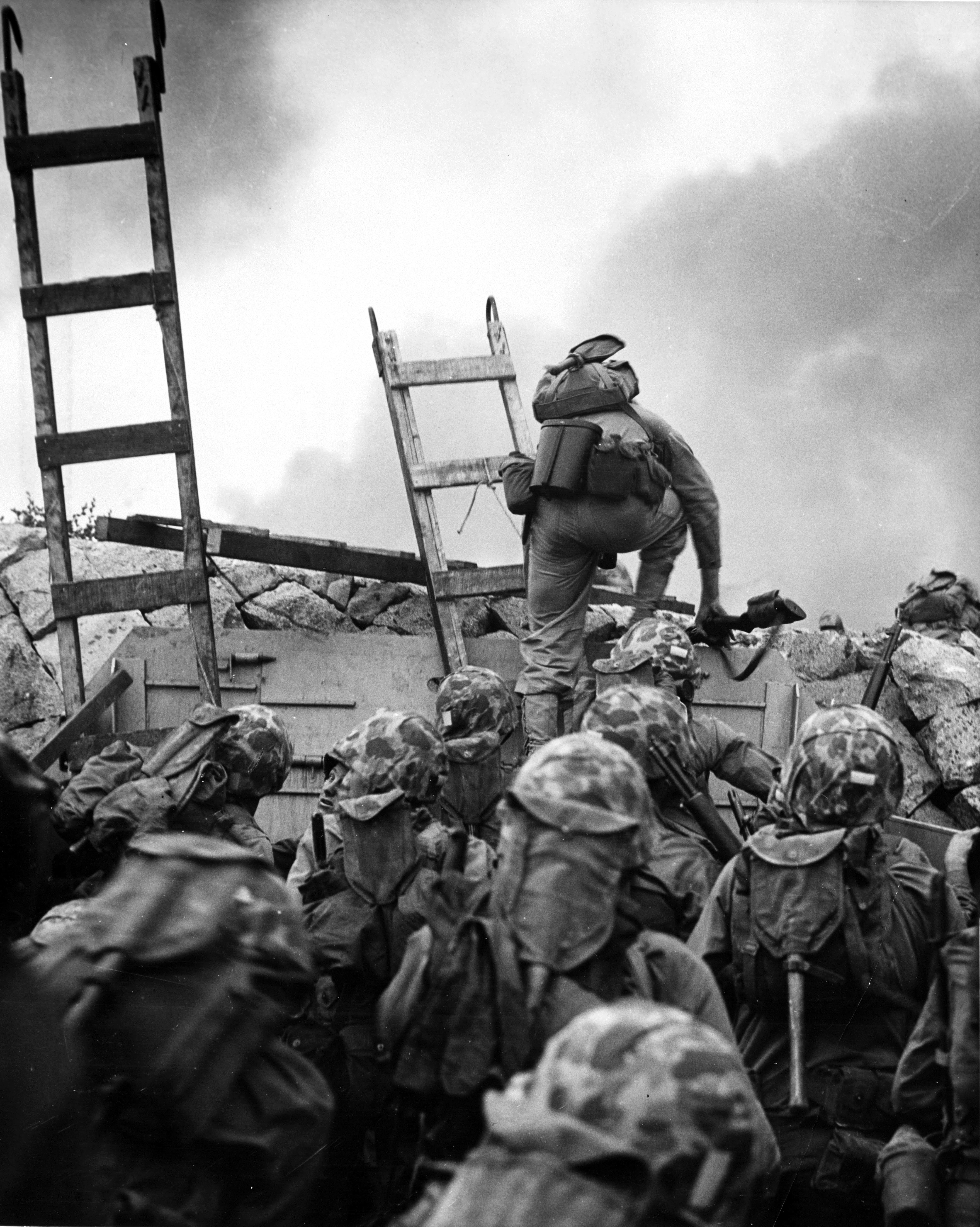
الملازم الأول بالدوميرو لوبيز يتسلق جدارا بحريا خلال معركة إنتشون التي دارت في 15 في سبتمبر 1950 خلال الحرب الكورية.

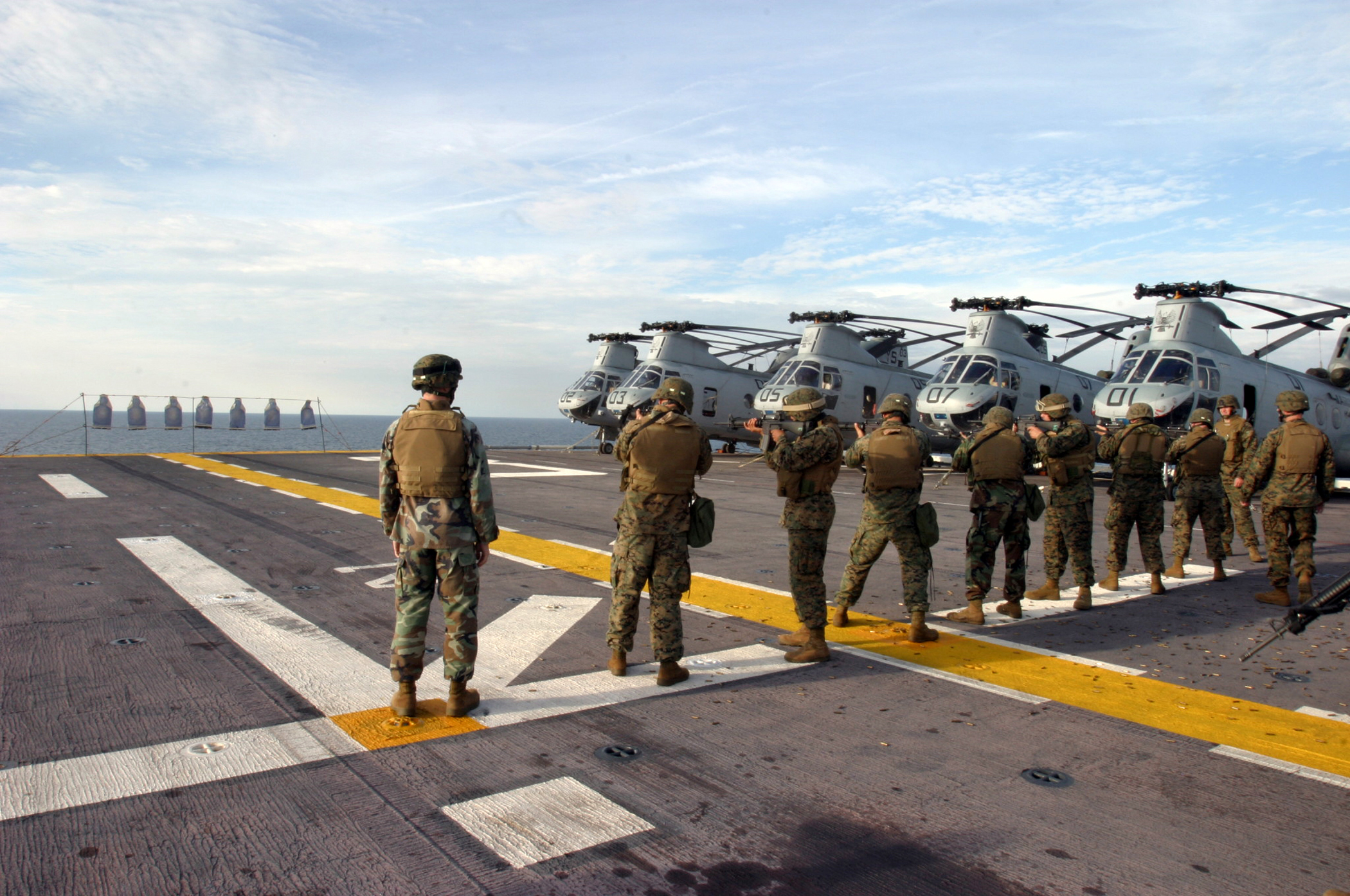
أفراد من قوات مشاة البحرية الأمريكية خلال تدريب عسكري بالرصاص الحي سنة 2004.

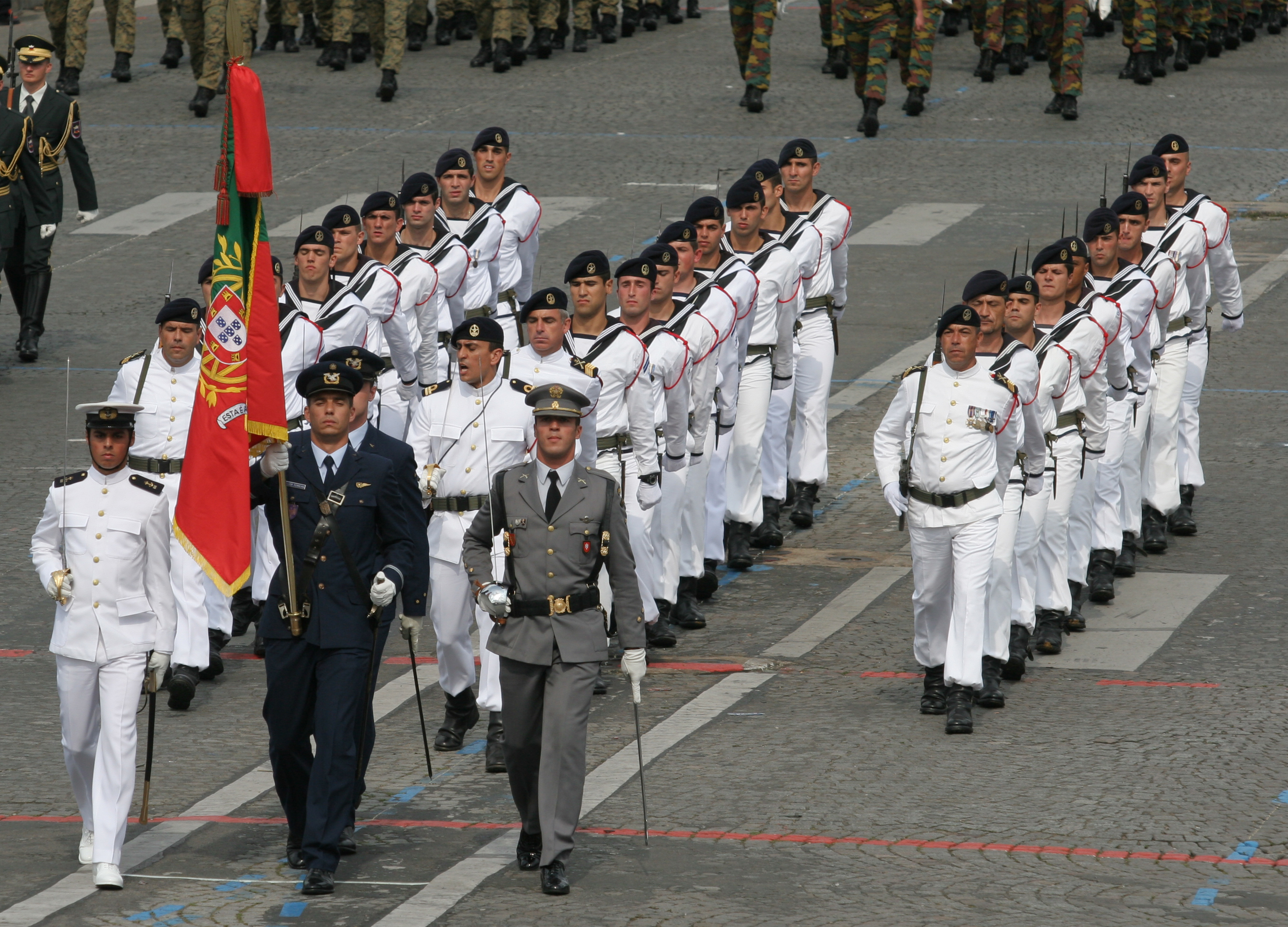
جانب لأفراد من قوات مشاة البحرية البُرتغالية

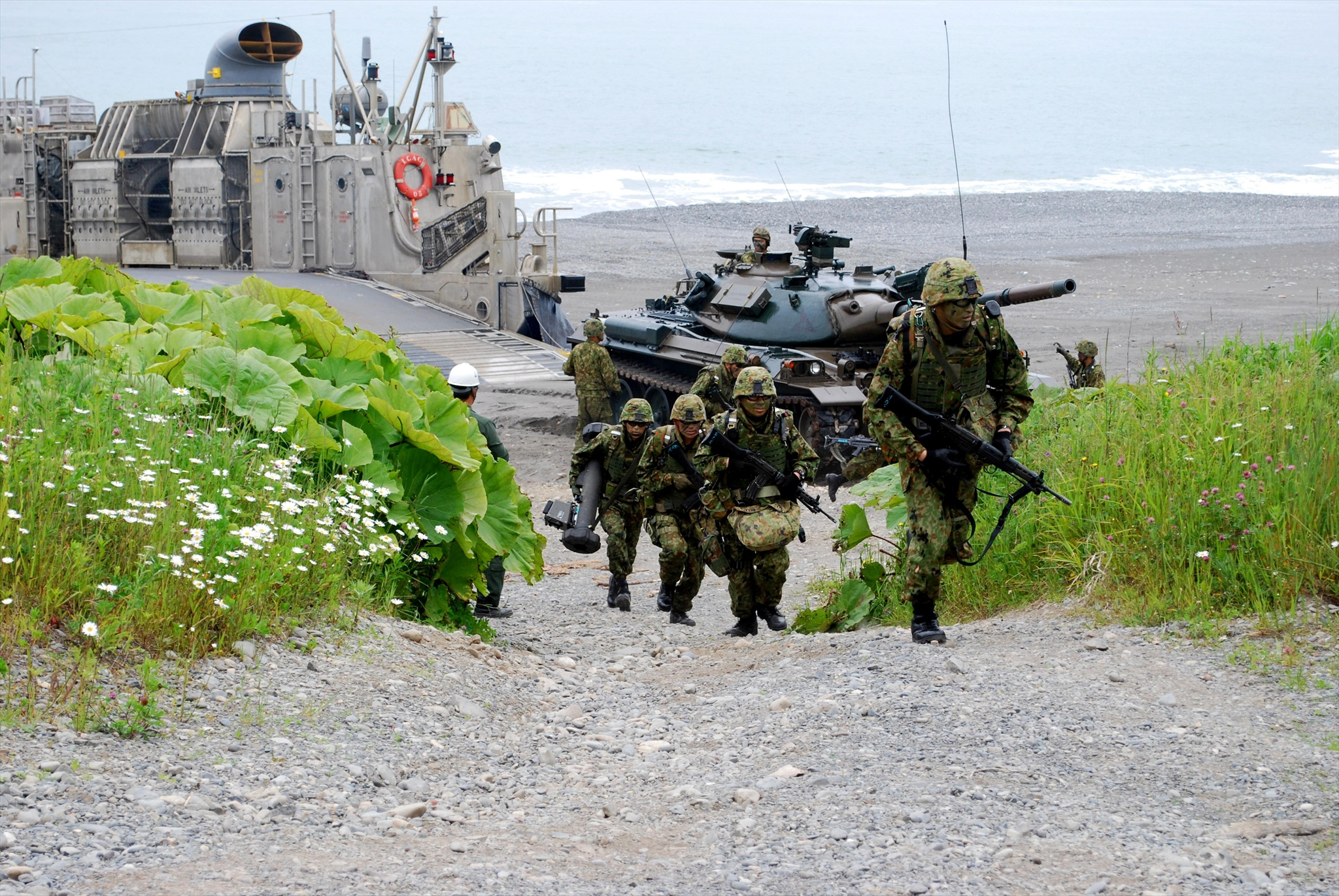
أفراد من قوات مشاة البحرية اليابانية خلال عملية إنزال بحري تدريبية سنة 2012

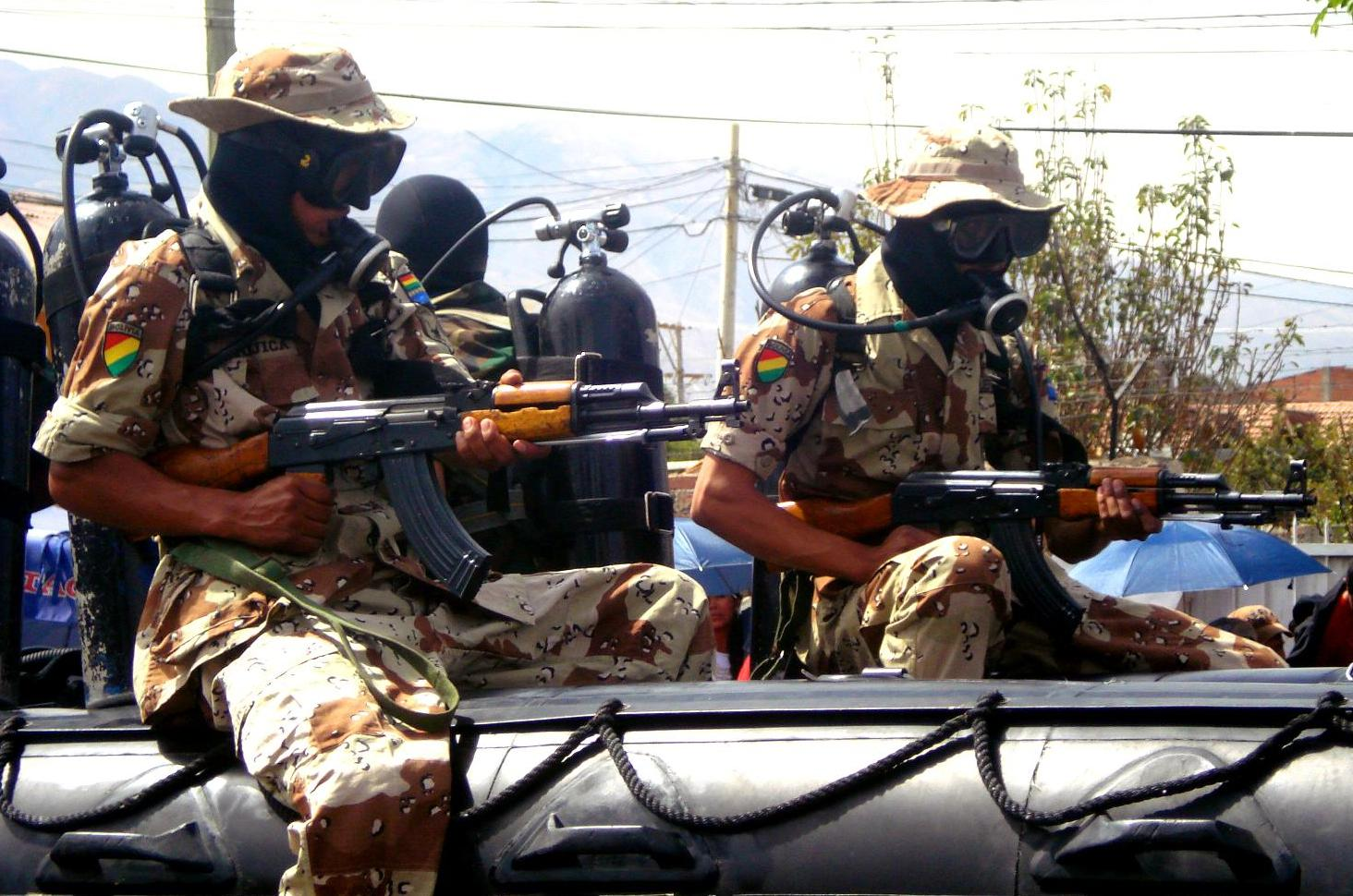
أفراد من مشاة البحرية البوليفية.

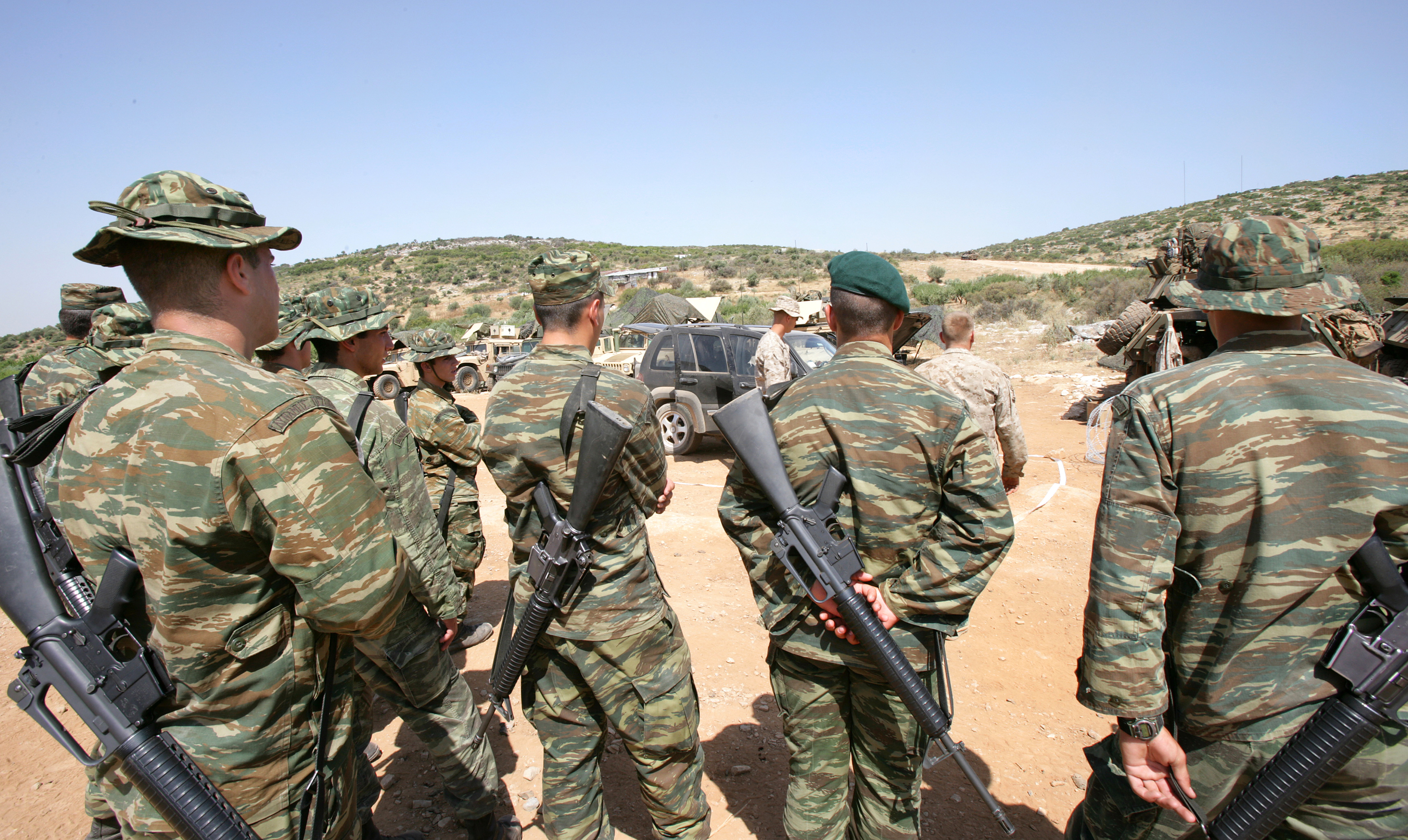
قوات مشاة البحرية اليونانية سنة 2009

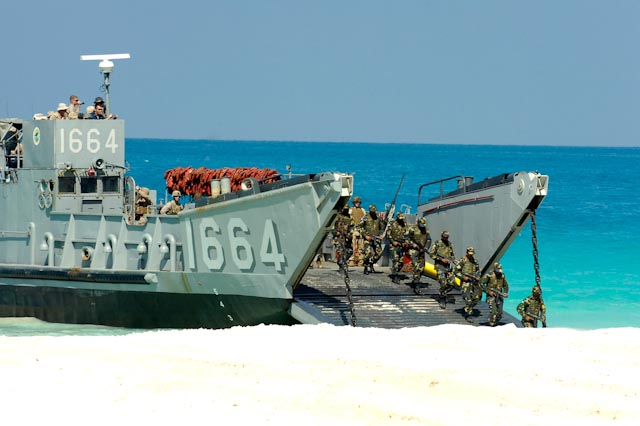
أفراد من قوات مشاة البحرية الباكستانية مع نُظرائهم الأمريكان خلال مناورات تدريبية.

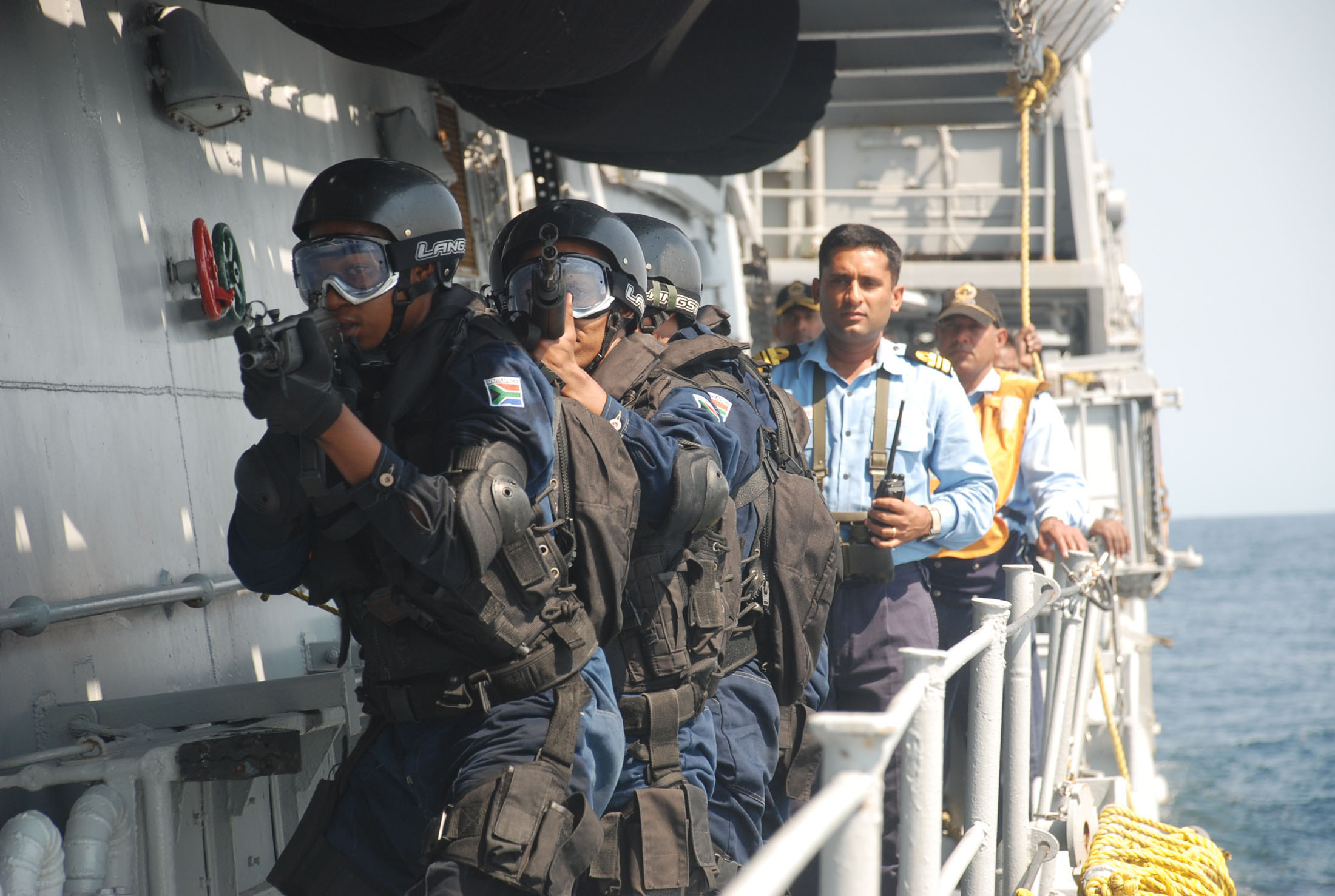
أفراد من مشاة البحرية الجنوب أفريقية خلال تمرين عسكري.

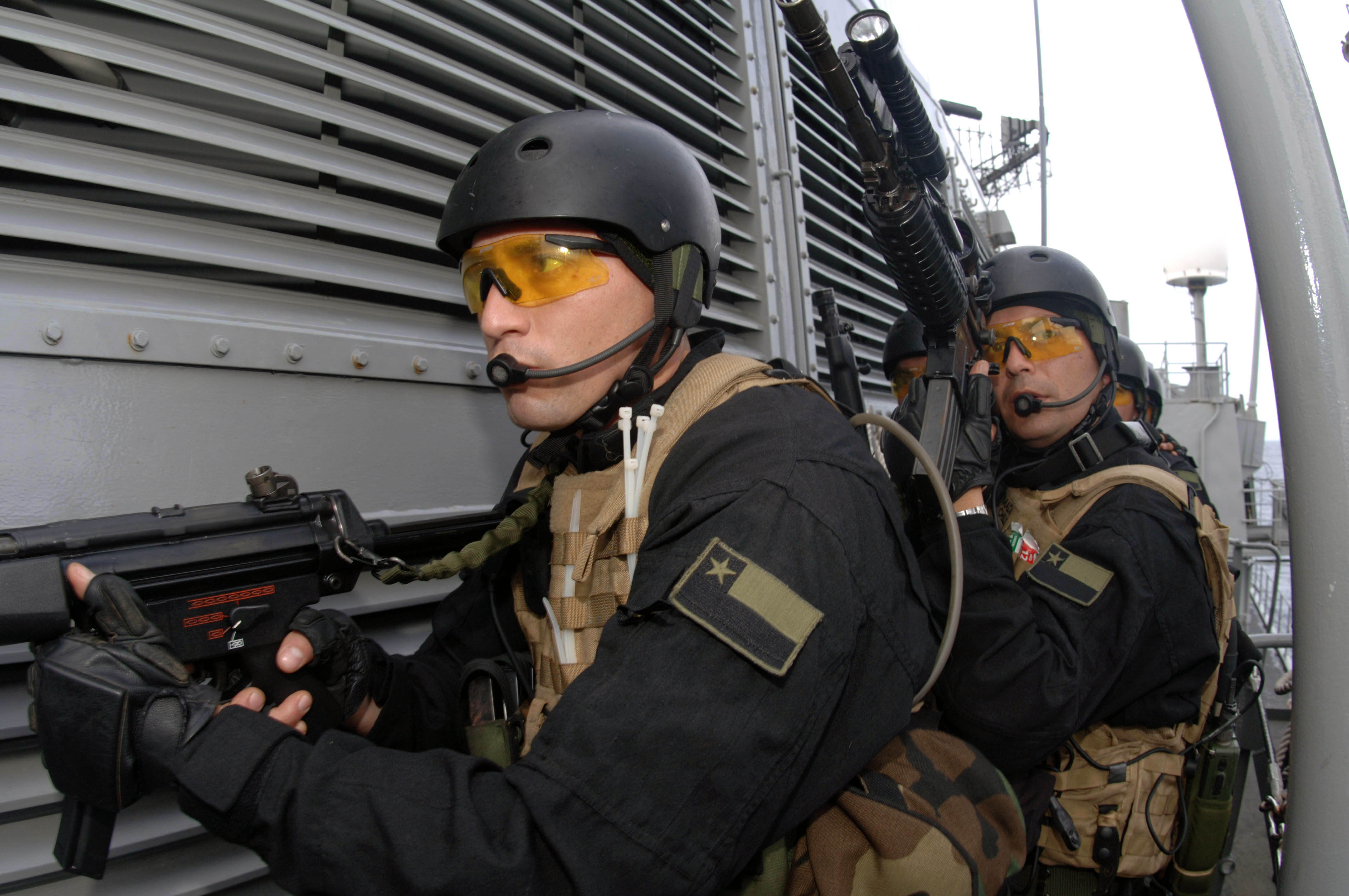
فردين من القوات الخاصة للبحرية التشيلية

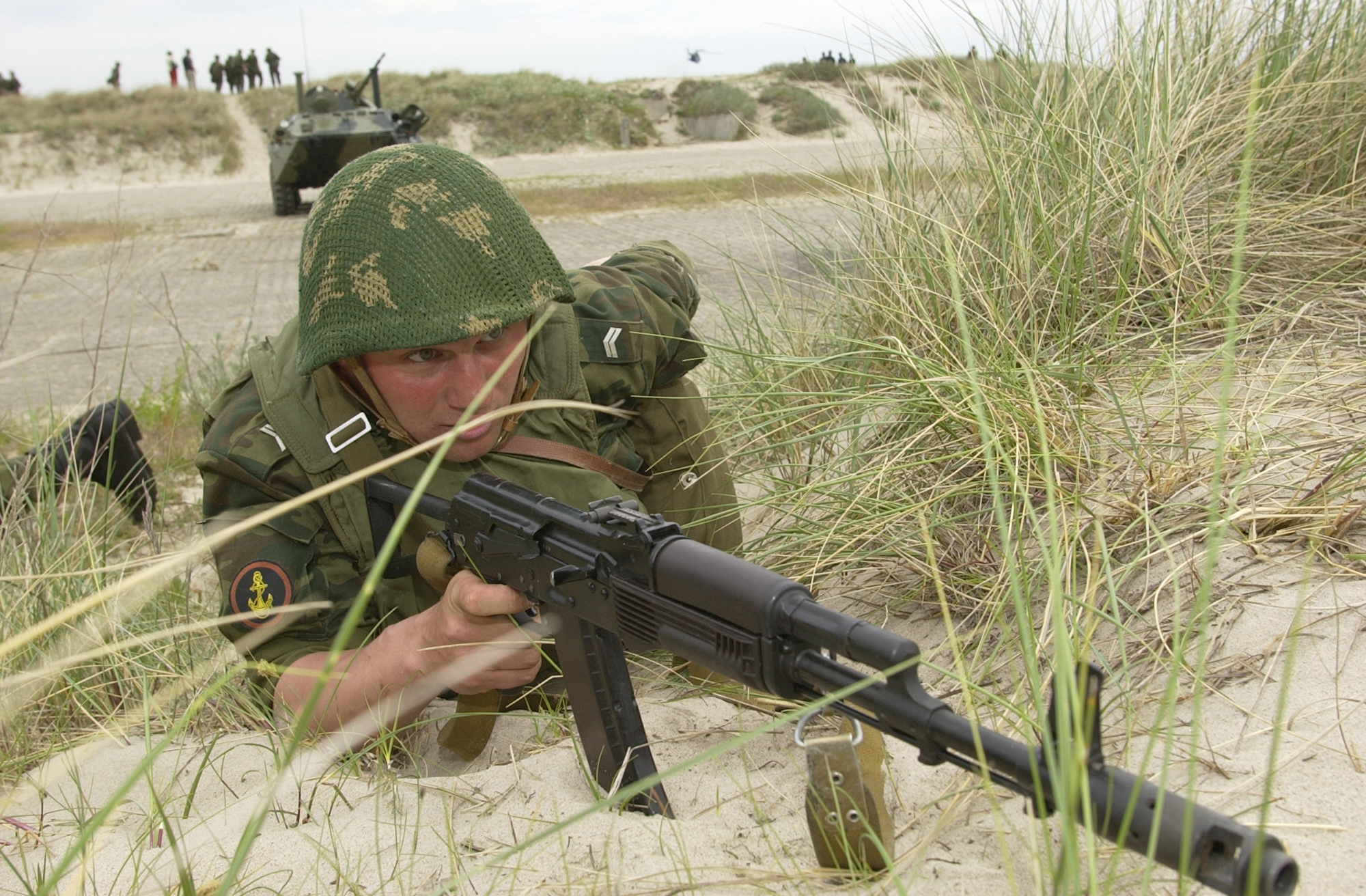
فرد من قوات مشاة البحرية الروسية خلال تدريب عسكري سنة 2003.

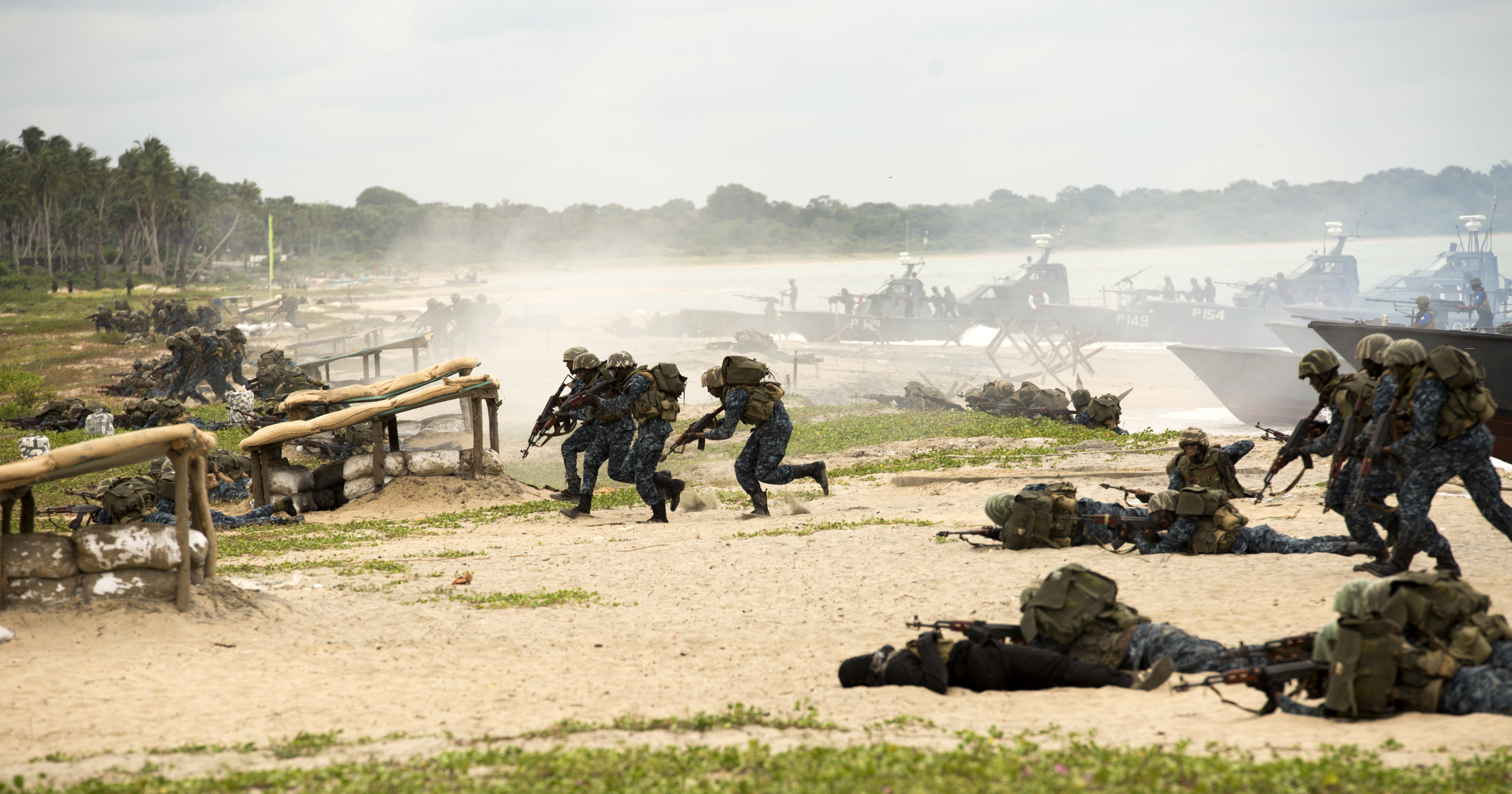
أفراد من قوات مشاة البحرية السريلانكية خلال تدريب عسكري.

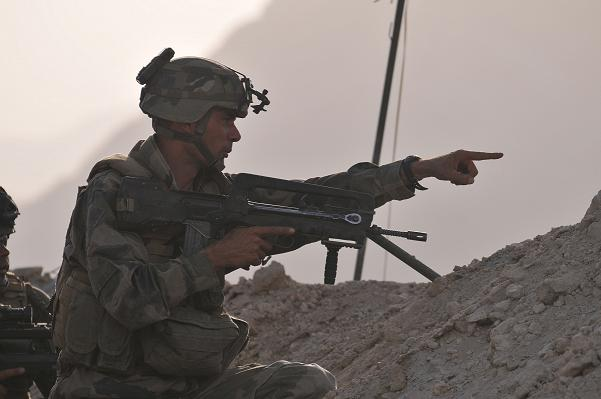
أفراد من قوات مشاة البحرية الفرنسية في أفغانستان خلال سنة 2009.

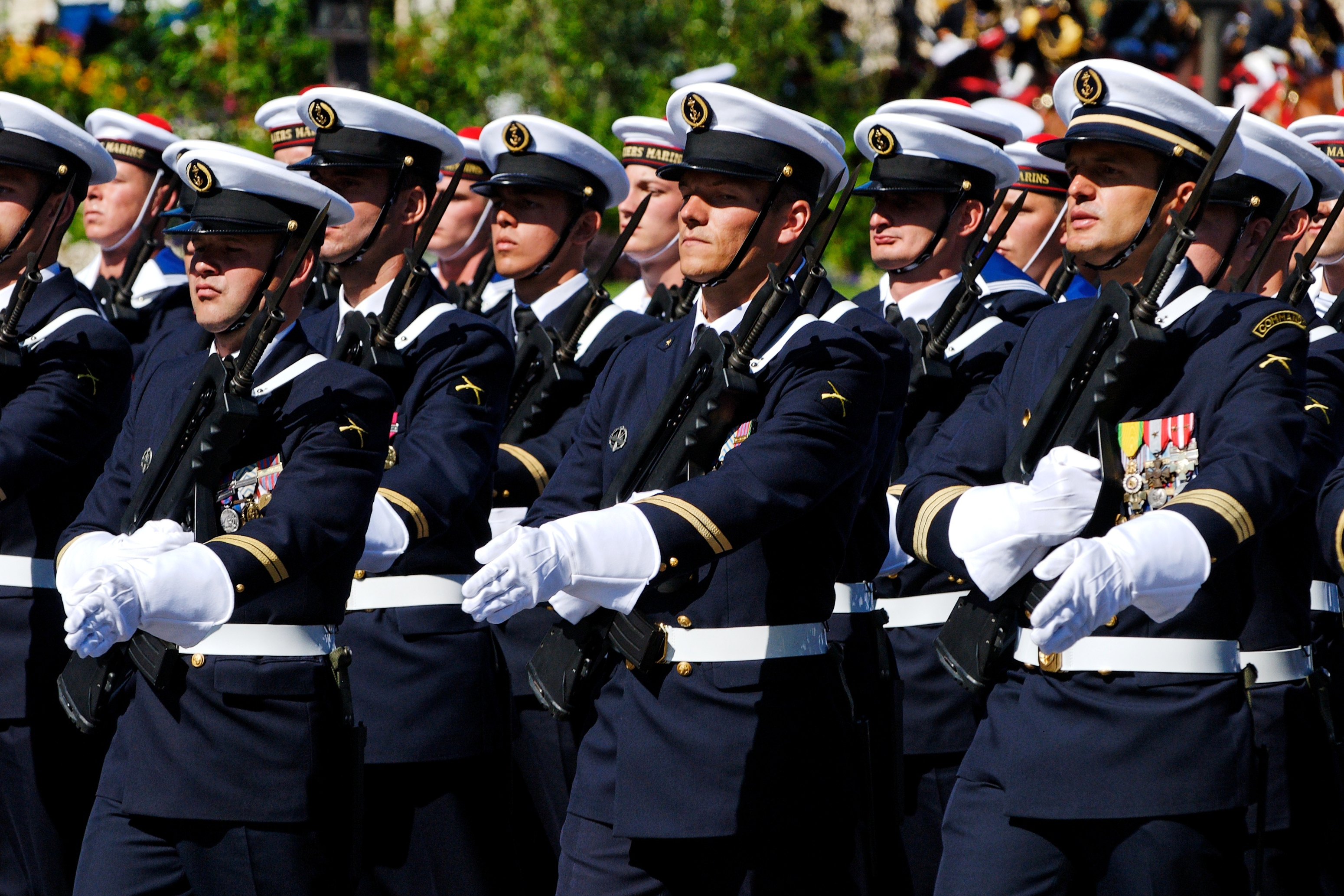
أفراد من قوات مشاة البحرية الفرنسية

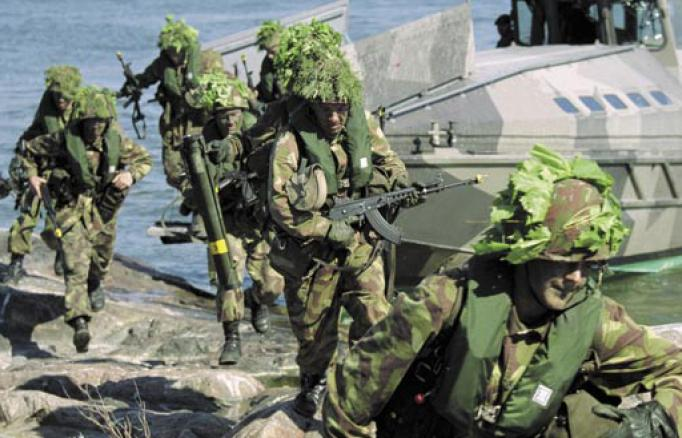
أفراد من قُوات مشاة البحرية الفنلندية خلال عملية إنزال بحري.

### الأرجنتين
تنضوي قُوات مُشاة البحرية الأرجنتينية [الإنجليزية] تحت لواء البحرية الأرجنتينية، ولدى أفرادها نفس شارات وألقاب أفراد قوات البحرية. تتكون مشاة البحرية الأرجنتينية من أسطول قوات بحرية (كتيبة بحرية، بالإضافة إلى وحدة مدفعية، ووحدة دفاع جوي، وووحدة اتصالات، ووحدة خاصة باللوجيستيات، ووحدة هندسية، ووحدة خاصة بالآليات)، وقوة بحرية جنوبية (كتيبتين بحريتين)، وكتيبة عمليات نهرية، ووحدة قوات خاصة (مجموعة الكوماندوز البرمائية [الإنجليزية]) والعديد من الكتائب والشركات الأمنية.
يعود تاريخ تأسيس قوات مشاة البحرية الأرجنتينية إلى سنة 1827، وقد تكونت آنذاك من كتيبة مشاة واحدة. وُسعت قوات المشاة بعد ذلك سنة 1880، إلا أنه وبعد 7 سنوات من هذا التاريخ أُدمج سلاح مشاة البحرية مع قوات مدفعية الساحل في إطار فوج جديد سُمي فوج المدفعية البحرية. تبعت بعد ذلك سلسلة من عمليات إعادة التنظيم إلى غاية سنة 1898 حين أُلحقت مهمة الدفاع عن السواحل بالمهام التي يتكفل بها الجيش الأرجنتيني. بين عامي 1935 و1938، أعيد تكوين مشاة البحرية الأرجنتينية مجددا وتشكلت حينها من 5 كتائب. في عام 1968 أعيد تنظيم قوات المدفعية البحرية كفرع منفصل ضمن قوات البحرية الأرجنتينية. في سنة 1982، قاتلت الكتيبة الخامسة من مشاة البحرية الأرجنتينية [الإنجليزية] في حرب الفوكلاند.

### أستراليا
لا تُطلق تسميات قوات المشاة البحرية والقوات البحرية رسميًا على وحدات قوات الدفاع الأسترالية، على الرغم من أن بعض وحدات الجيش الأسترالي متخصصة في الحرب البرمائية، بما في ذلك:
الكتيبة الثانية  من الفوج الملكي الأسترالي [الإنجليزية]، التي أعيد تدريب أفرادها على عمليات خفيفة خاصة بالحرب البرمائية، وذلك اعتبارًا من عام 2012.

### ألمانيا
كانت القُوات البحرية الخاصة [الإنجليزية] عبارة عن كتيبة عمليات خاصة تابعة للبحرية الألمانية، وكان مقرها في مدينة إكرنفورده، وقد كانت تظُم خمس وحدات: طاقم واحد وسرية دعم، وثلاث سرايا مشاة، وقسم استخبارات. ضمت هاته الكتيبة كُلا من سرية ضفادع الكوماندوز الألماني، وسرية غواصي الألغام [الإنجليزية] وسرية إنزال. كانت قوة الحماية البحرية [الإنجليزية] كتيبة مسؤولة عن حماية القواعد والمرافق البحرية، كما أجرت عمليات إنزال صغيرة.
في أبريل 2014، قُسمت كتيبة القوات البحرية الخاصة إلى كتيبة البحر الألمانية [الإنجليزية] ووحدة ضفادع الكوماندوز الألماني.

### أوكرانيا
تأسست قوات مشاة البحرية الأوكرانية سنة 1993، وتكونت آنذاك من وحدة من مشاة البحرية السوفيتية سابقا. تشتغل هاته القوات بمثابة قُوة دفاع ساحلية ضمن البحرية الأوكرانية، وتُعرف رسميا باسم «مشاة البحرية الأوكرانية»، وهي حاليا بحجم فرقة عسكرية، ويقع مقرها الرئيسي في ميكولايف.

### إندونيسيا
يُعد فيلق قُوات مُشاة البحرية الإندونيسية [الإنجليزية] التابع للبحرية الإندونيسية قُوة الحرب البرمائية الرئيسية داخل القوات المسلحة الوطنية الإندونيسية. اعتبارًا من مايو 2019، يتكون الفيلق من ثلاثة أقسام ويقوده جنرال بحري ذو نجمتين [الإنجليزية] باعتباره قائد مشاة البحرية، ويأتي في المرتبة الثانية في سُلم القيادة قائد بحري بنجمة واحدة كرئيس لأركان سلاح مشاة البحرية. يتبع قائد مشاة البحرية رئيس أركان البحرية الإندونيسية [الإنجليزية].

### إيران
منذ الثورة الإيرانية عام 1979، توسع عدد أفراد قوات مشاة البحرية في البحرية الإيرانية (إيرين) إلى 2,600 فرد، مقسمين إلى لواءين، حيث أن كُل لواء يتألف من 3 كتائب. تكمن المهمة الرئيسية لهاته القوات في توفير الأمن في جميع أنحاء بحر العرب والمياه الحرة، وكذلك تأمين الطرق للسفن الإيرانية في خليج عدن. تحتفظ البحرية التابعة للحرس الثوري الإيراني بالعديد من الوحدات التي قد تُؤدي وظائف ومهام بحرية، بما في ذلك لواء واحد على الأقل، يبلُغ تعداد أفراده 5,000 فرد من ثلاث أو أربع كتائب بحرية. كما أن لدى إيران كتيبة كوماندوز بحرية «تاكافار» تُسمى قُوة سيبا البحرية الخاصة. هاته الألوية والفيالق مكلفة كُلها بتوفير الأمن في الخليج الفارسي ومضيق هرمز، فضلا عن القيام بمهام لمكافحة القرصنة ومساعدة السفن الإيرانية.

### إيطاليا

#### البحرية الإيطالية
لواء سان ماركو البحري [الإنجليزية] هو وحدة مشاة البحرية التابعة للبحرية الإيطالية، وقد تأسس هذا اللواء سنة 2013، ويقع مقره في مدينة برينديزي الساحلية. يعُود أصل تشكل هذا اللواء إلى سنة 1550 حين شكل إنريكو داندولو قوات "فانتي دا مار" أو مشاة البحر".
وحدة كومسوبين [الإنجليزية]هي وحدة الضفادع الكوماندوز في صفوف البحرية الإيطالية، ومكون من مكونات القُوات الخاصة الإيطالية [الإنجليزية]. يأتي أفراد هاته الوحدة في الغالب من لواء سان ماركو البحري.

#### الجيش الإيطالي
فوج سيرينيسيما [الإنجليزية] هُو وحدة مشاة برمائية تابعة للجيش الإيطالي، ويُطلق على جنود هاته الوحدة اسم «لاغوناري».

### إسبانيا
تُعد قُوات مُشاة البحرية الإسبانية [الإنجليزية] أقدم قوة بحرية موجودة في العالم، حيث أسسها تشارلز الأول في 27 فبراير 1537. تشير الخطوط الحمراء في سراويل مشاة البحرية الإسبانية إلى هاته القوات كجزء من فيلق الأسرة الملكية، وهو شرف تتقاسمه هاته القوات فقط مع أفراد الحرس الملكي الإسباني [الإنجليزية]، وقد منح تشارلز الثالث هذا الشرف لمشاة البحرية كمكافأة لهُم على دفاعهم الشرس عن كاستيلو ديل مورو [الإنجليزية] في هافانا عاصمة كوبا، ضد حصار بريطانيا لهافانا [الإنجليزية] سنة 1762.

### البرازيل
تتكون قُوات مُشاة البحرية البرازيلية [الإنجليزية] من تعداد حوالي 15,000 رجل، وهاته القوات هي فرع تابع للبحرية البرازيلية. يتألف سلاح مشاة البحرية البرازيلي من لواء عملياتي يُسمى «الشعبة البرمائية» (بالبرتغالية: Divisão Anfíbia) وبعض كتائب الحراسة والاستعراض. لدى أفراد مشاة البحرية البرازيلية نفس رُتب وألقاب بقية القوات البحرية.

### البرتغال
أُسست ثالث أقدم قوات مشاة بحرية في العالم في البُرتغال سنة 1618. لا تزال البحرية البرتغالية تحتفظ بقوات مشاة البحرية هاته، وتُعرف حاليًا باسم قُوات مُشاة البحرية البُرتغالية [الإنجليزية]. يتكون سلاح مشاة البحرية البرتغالي من حوالي 1500 رجل، مقسمين إلى كتيبتي مشاة بحريتين، ووحدة شرطة بحرية، ووحدة عمليات خاصة، وعدة وحدات دعم (لوجستية، ودعم ناري، ومراكب إنزال، وعدة وحدات أُخرى).

### الصين
تُعرف قوات مشاة البحرية الصينية باسم سلاح مشاة البحرية لجيش التحرير الشعبي الصيني، وتتألف هاته القوات من 20 ألف فرد مقسمين إلى ثلاثة ألوية. تعد مشاة البحرية الصينية فرعًا تابعا للقوات البحرية لجمهورية الصين الشعبية، ويتمركز غالبية أفرادها في بحر الصين الجنوبي. تتلقى مشاة البحرية الصينية الأوامر من قيادة البحرية الصينية، جنبًا إلى جنب مع إدارة الأركان المشتركة [الإنجليزية] ورئيس اللجنة العسكرية المركزية.

### الفلبين
تقع قُوات مُشاة البحرية الفلبينية [الإنجليزية] تحت قيادة البحرية الفلبينية [الإنجليزية].تكمن مهمة هاته القوات في قيادة حرب برمائية وحرب استكشافية، بالإضافة إلى مهام العمليات الخاصة. يبلغ قوام هاته القوات حوالي 9500 رجل مقسمين على 3 ألوية مناورة، ولواء خدمة القتال والدعم، وعدة سرايا ووحدات مستقلة مثل مجموعة العمليات البحرية الخاصة [الإنجليزية]، ومجموعة الأمن البحري والمرافقة. شُكل سلاح مشاة البحرية الفلبيني في 7 نوفمبر 1950، ويُعتبر قوة الصاعقة ضمن القوات المسلحة الفلبينية، وهو أيضا أول وأهم وحدة تُشارك في أي اشتباكات برمائية أو بحرية.

### الهند
يتوفر الجيش الهندي على وحدتين مخصصتين للحرب البرمائية. الوحدة الأولى والمتمركزة في جودبور هي لواء المشاة المستقل رقم 340 المتكون من 12 فيلقا، أما الوحدة الثانية فهي لواء المشاة رقم 91. تُعد وحدة ماركوس [الإنجليزية] التابعة للبحرية الهندية وحدة حرب برمائية متخصصة.

### المكسيك
تقع قوات مشاة البحرية المكسيكية [الإنجليزية] تحت لواء القوات البحرية المكسيكية، وتتكون من 25,000 فردا من مشاة البحرية منتشرين في لواء من ثلاث كتائب، بالإضافة إلى كتيبة ملحقة بفيلق الحرس الرئاسي، وثلاث كتائب إقليمية لها مقرات في كُل من مكسيكو سيتي وأكابولكو وفيراكروز، و35 سرية مستقلة (خاصة في سيلايا) وفرق أُخرى موزعة على الموانئ والقواعد العسكرية ومقرات المناطق. تقع تحت عاتق مشاة البحرية المكسيكية مسؤولية حفظ أمن الموانئ، وحماية الأطراف الساحلية التي يبلغ طولها عشرة كيلومترات، والقيام بدوريات في الممرات المائية الرئيسية. لدى أفراد قوات مشاة البحرية المكسيكية أسلحة خفيفة وأسلحة ثقيلة وعربات برمائية مصفحة. تنازلت القوات البحرية المكسيكية عن معظم مهامها النهرية للجيش، وقلصت حجم قواتها البحرية، وأعادت نشرها على متن السفن حيث تلعب دورًا حيويًا في محاربة تجارة المخدرات وإيقاف السفن المشبوهة في المياه الإقليمية. في عام 2010، بدأ سلاح مشاة البحرية المكسيكية في القيام بعمليات برية لمكافحة المخدرات، ويرجع ذلك في جُزء كبير منه إلى سمعة مشاة البحرية لكونهم أكثر قوة عسكرية جديرة بالثقة في المكسيك ولا يرقى إليها الشك.

### المملكة المتحدة
شُكلت قوات مشاة البحرية الملكية البريطانية سنة 1664 وهي جُزء من خدمة القُوات البحرية الملكية [الإنجليزية]. لدى هاته القوات أطول تدريب مشاة أساسي في العالم، حيث يبلُغ 32 أسبوعًا للمجندين و64 أسبوعًا للضباط. تشمل قوات مشاة البحرية الملكية البريطانية لواءًا برمائيًا واستطلاعيًا يُدعى لواء الكوماندوز الثالث، وهُو يضم وحدات مدربة من الكوماندوز وأفراد من الجيش البريطاني والبحرية الملكية والقوات الجوية الملكية، وتشمل أيضا وحدة أمنية بحرية مسؤولة عن حراسة الأسلحة النووية البحرية البريطانية وغيرها من المهام والواجبات الأمنية وتُدعى مجموعة مشاة البحرية الملكية الكوماندوز لحماية الأساطيل، وتشمل أيضا مجموعة هبوط وتدريب على القوارب. تتمتع قوات مشاة البحرية الملكية البريطانية بعلاقات دولية وثيقة مع القوات البحرية لحُلفاء بريطانيا، ولا سيما قوات مشاة البحرية الأمريكية وفيلق مشاة البحرية الهولندية. يتم استخدام لقب «مارين» كرُتبة في مشاة البحرية الملكية، بما يُعادل رُتبة جندي. شعار هاته القوات هُو (باللاتينية: Per Mare, Per Terram) وتعني «عن طريق البحر، عن طريق البر». تُعد قوات احتياطي مشاة البحرية الملكية [الإنجليزية] قوة الاحتياط التطوعية المستخدمة لزيادة أعداد قوات مشاة البحرية الملكية في الخدمة خلال أوقات الحرب أو الأزمات الوطنية.

### الولايات المتحدة الأمريكية
تُعد قوات مشاة بحرية الولايات المتحدة حاليًا أكبر قوة بحرية في العالم والوحيدة عالميا التي تستخدم نهج الجمع بين الأسلحة. أُنشئت هاته القوات سنة 1775، وكان الغرض الأساسي من إنشائها آنذاك حراسة السفن البحرية أثناء الحرب الثورية الأمريكية. تنضوي مشاة البحرية الأمريكية تحت لواء وزارة البحرية الأمريكية في هيكل القيادة العسكرية، ومع ذلك فهي فرع عسكري منفصل عن البحرية الأمريكية، ولها ممثلها الخاص في هيئة الأركان المشتركة. تضطلع مشاة البحرية بالمهام الرئيسية التالية: الاستيلاء على القواعد البحرية أو الدفاع عنها، والعمليات البرية الضرورية لحملة بحرية، وتوفير القوات الضرورية لخدمة القطع والسفن الحربية التابعة للبحرية الأمريكية ولحماية الممتلكات البحرية في القواعد العسكرية البحرية، وغيرها من المهام التي يُمكن أن تُؤديها مشاة البحرية بأمر من الرئيس الأمريكي والتي تتعلق أساسا بالتكتيكات والعمليات البرمائية وتوفير التقنيات والمعدات المستخدمة خلال أي إنزال برمائي للقوات. تقوم مشاة البحرية أيضا بعمليات الإنزال البحري للجنود والعتاد، وتوفير النقل بطائرات الهليكوبتر لرئيس الولايات المتحدة على متن مارين وان، وتتوفر كذلك على وحدات طيران خاصة بها بُغية توفير الدعم الجوي لبقية قواتها. يضطلع بعض أفراد قوات مشاة البحرية الأمريكية بمهام الحراسة الأمنية في مختلف البعثات الدبلوماسية الأمريكية في جميع أنحاء العالم. شعار قوات مشاة البحرية الأمريكية هُو «مؤمن على الدوام» (باللاتينية: Semper Fidelis).
قُوات احتياط مُشاة البحرية الأمريكية [الإنجليزية] هي قُوات الاحتياط [الإنجليزية] التابعة لسلاح مشاة البحرية الأمريكية.

### اليابان
لواء الانتشار السريع البرمائي [الإنجليزية] التابع لقُوة الدفاع الذاتي البرية اليابانية، هُو سلاح مشاة البحرية اليابانية، وهُو مكلف بالدفاع عن الجزر اليابانية والقيام بهُجوم برمائي لاستعادة السيطرة على هاته الجُزر إن اقتضى الحال.

### اليونان
يُعد كُل من اللواء البحري رقم 32 [الإنجليزية] المعروف باسم «مورافاس» وسرب المهاجم البرمائي المعروف باسم (MAK) وحدتي المشاة البرمائية والعمليات البحرية داخل الجيش اليوناني والبحرية اليونانية. يتكون اللواء البحري رقم 32 من 5 كتائب، ويقع مقره في مدينة فولوس الساحلية.

### باكستان
أعيد تأسيس قُوات المارينز الباكستانية [الإنجليزية] في 14 أبريل 1990، وتضُم حاليا حوالي 3,600 فرد. تقع مشاة البحرية الباكستانية تحت لواء البحرية الباكستانية، وتتمركز قواتها في قاعدة قاسم البحرية [الإنجليزية].

### بوليفيا
تضم القوات البحرية البوليفية حوالي 2,000 فردا من مشاة البحرية، منظمة ضمن سبع كتائب صغيرة.

### تشيلي
تُعد قُوات المارينز التشيلية [الإنجليزية] فرعا من البحرية التشيلية، ويبلُغ تعدادها 4,200 فردا. تختص هاته القوات في الهجمات البرمائية والقتال البري، وتتكون من 4 كتائب متمركزة على طول سواحل تشيلي في كُل من فينيا ديل مار وتالكاهوانو وبونتا أريناس وإيكويكو. تتكون كل كتيبة من فرق مشاة ودعم تكتيكي ووحدات مدفعية ودفاع جوي ودبابات خفيفة. تختص بعض الفرق والسرايا في الحماية الأمنية للقواعد البحرية والمنشآت الساحلية الأخرى ووزارة الدفاع.
تُكون الكتائب المتمركزة في فينيا ديل مار وتالكاهوانو ما يُسمى لواء المشاة البرمائي (بالإسبانية: Brigada Anfibia Expedicionaria). أما إيكويكو فتضُم كتيبة مدفعية كاملة مزودة بمدافع سولتام عيار 155 ملم خاصة بمهام الدفاع الساحلي والدعم البري.
تُشكل مجموعة من كوماندوز مشاة البحرية (بالإسبانية: Grupo de Comandos IM)، إلى جانب مجموعة الغواصين التكتيكيين البحريين (بالإسبانية: Agrupación de Buzos Tácticos) جُزءًا من قيادة العمليات الخاصة للبحرية التشيلية (بالإسبانية: Comando de Operaciones Especiales).

### جنوب إفريقيا
أصبحت جنوب إفريقيا لا تتوفر على فرع قوات مشاة بحرية ضمن قواتها العسكرية منذ عهد الفصل العنصري. يتولى دور مشاة البحرية سرب التدخل السريع البحري [الإنجليزية] التابع للبحرية الجنوب أفريقية [الإنجليزية]، وهو وحدة بحرية مكونة من أربع سرايا، وأفراد هاته الوحدة يُسمون مشاة بحرية ويستخدمون الرتب البحرية. يتم تدريب أفراد هاته الوحدة على قتال المشاة في حدود حجم عمليات سرية، وتُستخدم هاته الوحدة للسيطرة على الحشود والمشاركة في عمليات حفظ السلام. تُشبه الأدوار التي يضطلع بها هذا السرب المهام التي كان يُؤديها فيلق مشاة البحرية الجنوب أفريقية، والذي انحل إبان حقبة الفصل العنصري. يُغطي فوج القوات الخاصة الرابع التابع للقوات الخاصة الجنوب أفريقية المهام البحرية في إطار العمليات الخاصة. تُدرب كتيبة المشاة الجنوب أفريقية التاسعة التابعة للقُوات البرية الجنوب أفريقية [الإنجليزية] على عمليات الرفع البحري والحرب البرمائية.

### روسيا
مشاة البحرية الروسية (الروسية: Морская пехота) هي فرع قوات الحرب البرمائية ضمن القوات المسلحة الروسية. تشمل قوات مشاة البحرية الروسية لواء المشاة البحري الخامس والستين التابع لأسطول المحيط الهادئ الروسي، والألوية المستقلة من الأسطول الشمالي وأسطول البلطيق وأسطول بحر قزوين العسكري [الإنجليزية]، والفوج المستقل لأسطول البحر الأسود. تتوفر البحرية الروسية على وحدة الضفادع الكوماندوز الروسية، وهي وحدة نخبة تضطلع بمهام الاستطلاع تحت الماء والعمليات الخاصة.

### سريلانكا
أنشأت البحرية السريلانكية [الإنجليزية] فيلق مُشاة البحرية السريلانكي [الإنجليزية] في نوفمبر 2016، وقد حظي أول فوج من هاته القوات بتدريب من لدُن الوحدة الاستكشافية البحرية الحادية عشرة التابعة لقوات مشاة البحرية الأمريكية. بدأ الفيلق عمله في 27 فبراير 2017، بعد أن تخرجت المجموعة الأولى من الأعضاء المكونة من 6 ضباط و158 بحارًا من التدريب. هذه الكتيبة متخصصة في الحرب البرمائية.

### فنلندا
لواء أوسيما الفنلندي [الإنجليزية] (بالسويدية: Nylands Brigad) في إيكينياس [الإنجليزية] هُو مقر قُوات مشاة البحرية الفنلندية [الإنجليزية]. يتبع اللواء مباشرة لقيادة البحرية الفنلندية، وهُو الوحدة الوحيدة الناطقة بالسويدية ضمن قوات الدفاع الفنلندية.

### فيتنام
تنضوي تحت لواء البحرية الفيتنامية الشعبية [الإنجليزية] قُوة مشاة بحرية. تأسست أول وحدة مشاة بحرية تابعة للبحرية الفيتنامية سنة 1975 وعُرفت آنذاك باسم اللواء رقم 126. حاليا لدى البحرية الفيتنامية الشعبية لواءين من قوات مشاة البحرية هُما اللواء رقم 101 واللواء رقم 147.

### كمبوديا
شاركت قُوات مُشاة البحرية الكمبودية [الإنجليزية] بشكل فعال في الحرب الأهلية الكمبودية في الفترة (1970-1975)، ولكن هاته القوات حُلت بشكل نهائي بنهاية الحرب الفيتنامية الكمبودية. أنشأت البحرية الملكية الكمبودية [الإنجليزية] سنة 2007 قُوة قوامها 2,000 فرد من مشاة البحرية.

### كوريا الجنوبية
سلاح مشاة البحرية لجمهورية كوريا هو سلاح مشاة البحرية في كوريا الجنوبية. على الرغم من أنه من الناحية النظرية يخضع لتوجيهات رئيس العمليات البحرية [الإنجليزية]، إلا أن سلاح مشاة البحرية مكون مستقل داخل القوات المسلحة الكورية الجنوبية، على عكس معظم الفروع البحرية الأخرى، التي تعمل بشكل عام كجزء من القوات البحرية الكورية الجنوبية. أُنشئ سلاح المشاة الكوري الجنوبي في بادئ الأمر كقُوة استطلاع قبل بدء الحرب الكورية، وقد شارك منذ تأسيسه في العديد من النزاعات الكبرى.

### كولومبيا
تُعد قُوات مشاة البحرية الكولومبية [الإنجليزية] فرعا تابعا لقوات البحرية الكولومبية [الإنجليزية]، وتتألف من 24 ألف فرد مقسمين إلى أربعة ألوية (لواء واحد لمكافحة الإرهاب وثلاثة ألوية نهرية)، كُل لواء يضُم عدة كتائب ووحدات أمنية صغيرة.
يعود تاريخ تأسيس قوات مشاة البحرية الكولومبية إلى سنة 1936. وقد شاركت هاته القوات التي كانت حينها فيلقا صغيرا، شاركت خلال الحرب الأهلية بين المحافظين والليبراليين في الفترة (1946-1958)، كما شارك أفراد منها في الحرب الكورية. بحلول الستينيات وُسعت هاته القوات لتشمل كتيبة من المشاة البحرية بالإضافة إلى 5 سرايا مستقلة.

### لبنان
يحتفظ لبنان بفوج نُخبة يُدعى «مغاوير البحر» ولكنه صغير جدًا من حيث العدد. هذا الفوج مدرب دوليًا ومسلح بمعدات وأسلحة أمريكية وفرنسية في الغالب، ويُعد من أكثر القوات الخاصة مهارة وتدريبًا جيدًا (جنبًا إلى جنب مع فوج المغاوير اللبناني) في بلاد الشام والشرق الأوسط.

### مصر
يُمكن للواء الآلي المستقل رقم 111 (يُعرف سابقا باسم لواء البحرية البرمائي رقم 130) التابع للجيش المصري إجراء عمليات هجوم برمائي. كما توجد أيضا مجموعة الكوماندوز رقم 153 التي تضم ثلاث كتائب كوماندوز بحرية (515، و616، و818) و12 سرية كوماندوز بحرية.

## دول وإمبراطوريات سابقة

### الولايات المتحدة الأمريكية
- كانت قوات مشاة البحرية الأمريكية الاستعمارية [الإنجليزية] عبارة عن قوات مشاة بحرية ظهرت قبل وقت قصير من اندلاع حرب الاستقلال الأمريكية.
- كانت قوات المارينز القارية [الإنجليزية] القوة البحرية للمستعمرات الأمريكية خلال الحرب الثورية الأمريكية. وقد شُكل هذا الفيلق من قبل الكونغرس القاري في 10 نوفمبر 1775، وحُل في عام 1783. كان القائد الأول [الإنجليزية] والوحيد لمشاة البحرية القارية هو النقيب صموئيل نيكولاس.
- تأسس فوج نهر هيلت البحري التابع لجيش الاتحاد خلال الحرب الأهلية الأمريكية، وقد تألف هذا الفوج من 10 سرايا بنادق، وكتيبة لسلاح الفرسان مكونة من 5 سرايا، وكتيبة مدفعية، عملت جميعها على زوارق حربية في نهر المسيسيبي في إطار ما عُرف آنذاك باسم سرب نهر المسيسيبي [الإنجليزية].